# Список персонажей телесериала «Вавилон-5»

## Главные герои
| Имя персонажа                        | Актёр            | Участие в сезонах | Участие в сезонах | Участие в сезонах | Участие в сезонах | Участие в сезонах | Участие в сезонах |
| Имя персонажа                        | Актёр            | п/ф               | 1                 | 2                 | 3                 | 4                 | 5                 |
| ------------------------------------ | ---------------- | ----------------- | ----------------- | ----------------- | ----------------- | ----------------- | ----------------- |
| Джеффри Синклер (Jeffrey Sinclair)   | Майкл О’Хара     | Да                | Да                | П                 | П                 | Нет               | Нет               |
| Джон Шеридан (John Sheridan)         | Брюс Бокслейтнер | Нет               | Нет               | Да                | Да                | Да                | Да                |
| Сьюзен Иванова (Susan Ivanova)       | Клаудия Кристиан | Нет               | Да                | Да                | Да                | Да                | [ 1 ]             |
| Майкл Гарибальди (Michael Garibaldi) | Джерри Дойл      | Да                | Да                | Да                | Да                | Да                | Да                |
| Деленн (Delenn)                      | Мира Фурлан      | Да                | Да                | Да                | Да                | Да                | Да                |
| Лондо Моллари (Londo Mollari)        | Питер Юрасик     | Да                | Да                | Да                | Да                | Да                | Да                |
| Г’Кар (G’Kar)                        | Андреас Катсулас | Да                | Да                | Да                | Да                | Да                | Да                |
| Стивен Франклин (Stephen Franklin)   | Ричард Биггс     | Нет               | Да                | Да                | Да                | Да                | Да                |
| Вир Котто (Vir Cotto)                | Стивен Фёрст     | Нет               | Да                | Да                | Да                | Да                | Да                |
| Ленньер (Lennier)                    | Билл Муми        | Нет               | Да                | Да                | Да                | Да                | Да                |
| На’Тот (Na’Toth)                     | Джули Кейтлин    | Да                | Да                | Нет               | Нет               | Нет               | П                 |
| На’Тот (Na’Toth)                     | Mary Kay Adams   | Нет               | Да                | Да                | Нет               | Нет               | Нет               |
| Уоррен Кеффер (Warren Keffer)        | Роберт Раслер    | Нет               | Да                | Да                | Нет               | Нет               | Нет               |
| Элизабет Локли (Elizabeth Lochley)   | Трейси Скоггинс  | Нет               | Нет               | Нет               | Нет               | Нет               | Да                |
| Зак Аллан (Zack Allan)               | Джефф Конавей    | Нет               | Да                | П                 | Да                | Да                | Да                |
| Лита Александер (Lyta Alexander)     | Патриша Таллман  | Да                | Нет               | П                 | П                 | Да                | Да                |
| Талия Винтерс (Talia Winters)        | Андреа Томпсон   | Да                | Да                | Да                | Нет               | Нет               | Нет               |
| Маркус Коул (Marcus Cole)            | Джейсон Картер   | Нет               | Нет               | Нет               | Да                | Да                | Нет               |

### Джеффри Синклер

Джеффри Синклер

Капитан 2-го ранга Джеффри Дэвид Синклер (англ. Jeffrey David Sinclair, 2218 — приблизительно 1360) — главный персонаж первого сезона сериала, сыгранный Майклом О’Хара. Первый командующий станцией «Вавилон-5». Синклер — довольно жёсткий руководитель, отягощенный серьёзной ответственностью.

#### История персонажа
Джеффри Синклер родился 3 мая 2218 года, в колонии Марс. Его отец был пилотом истребителя земного флота и участвовал в отражении нашествия дилгаров, во время которого и погиб. После этого мать отправила его в церковную католическую школу.
Синклер познакомился с Джоном Шериданом в лётной академии, когда учился на первом курсе, а Шеридан заканчивал учёбу. После этого они несколько раз встречались во время войны, но по-настоящему познакомились лишь во время бунта на Марсе.
Во время обучения в Академии Земных сил он познакомился с Кэтрин Сакай, с которой у него вскоре завязались близкие отношения. После года совместной жизни они расстались, но продолжали периодически видеться вплоть до 2258 года, когда решили возобновить совместную жизнь и пожениться.
В 2240 году Синклер стал пилотом космического истребителя. Он участвовал в Битве на Рубеже, последнем большом сражении войны Земля-Минбар. В ходе боя Синклер по решению Серого Совета, был захвачен в плен для допроса и изучения. После тщательных исследований члены Серого Совета пришли к выводу, что в Синклере возродилась душа Валена, минбарского пророка тысячелетней давности.
В 2257 году, по настоятельной рекомендации правительства Минбара, Синклер был назначен командующим космической станцией «Вавилон-5».
В начале второго сезона был переведен послом на Минбар, на посту командующего станцией его сменил Джон Шеридан. На Минбаре Синклера избрали предводителем Рейнджеров. В дальнейшем, в 2260 году, в результате путешествия в прошлое и действия некого устройства, трилюминария, становится минбарским пророком — Валеном.

#### Уход Майкла О’Хара из сериала
После первого сезона О’Хара и создатель сериала Дж. Майкл Стражински приняли совместное решение об уходе актёра из сериала. В результате главная роль командующего станцией перешла к Брюсу Бокслейтнеру, сыгравшему капитана Джона Шеридана. Майкл О’Хара участвовал как приглашенный актёр в нескольких сериях второго и третьего сезона. Последним эпизодом с участием Синклера стал двойной эпизод «Война без конца».

### Джон Шеридан

Джон Шеридан

Джон Дэ́вид Ше́ридан (англ. John J. David Sheridan, 2215 — 2281) — главный герой 2-5 сезонов сериала и ряда фильмов на его основе, сыгранный Брюсом Бокслейтнером. Участвовал в войне Земли с Минбаром. Один из самых успешных командиров во время войны — хитростью одержал единственную победу (за время войны) над флотом Минбара. Будучи капитаном крейсера «Агамемнон», был назначен командующим станцией «Вавилон-5» вместо Синклера. Смелый, решительный и разносторонне образованный человек. Любит рассказывать о себе и цитировать великих людей. Из-за своего эмоционального характера и прямолинейности не всегда хорошо справляется с «посольской работой», а скучную и требующую большой сдержанности работу (урегулирование пустяковых и глупых (с человеческой точки зрения) конфликтов между представителями других рас) передоверяет старпому Ивановой. В результате различных событий стал главнокомандующим флотом во время войны с Тенями и руководителем восстания против президента Кларка. Вынужден был оставить воинскую службу, однако, тут же получил предложение стать президентом Межзвёздного Альянса, этот пост он занимал почти до самой смерти.

### Сьюзен Иванова

Сьюзен Иванова

Сью́зен Ива́нова (англ. Susan Ivanova, 30 августа 2230 — неизвестно) — героиня, входящая в основной состав сериала в 1-4 сезонах, сыграна Клаудией Кристиан. Сьюзен — старпом, капитан 3-го ранга, затем капитан 2-го ранга. Сьюзен — русского происхождения.
Родителями Сьюзен Ивановой и её брата Гани были русские евреи Андрей и София (Софья) Ивановы. Земному правительству стало известно о скрытых телепатических способностях Софии Ивановой, когда той было 35 лет. Действие веществ, которые её вынудили принимать, негативно воздействовало на психическое состояние Софии и в конечном итоге привело к самоубийству. Судьба матери сделала Сьюзен убеждённым врагом Пси-корпуса и авторитарных режимов.
Смерть отца стала следующим тяжёлым ударом для Ивановой, и единственной её опорой становится команда «Вавилона-5». Сьюзан очень тяжело построить личные отношения, как с телепатом Талией Винтерс, так и с рейнджером Маркусом Коулом. Последний, после потенциально смертельного ранения Ивановой в 19-й серии 4-го сезона, приносит свою жизнь в жертву ради спасения возлюбленной.
После свержения строя президента Кларка и впадения в глубокую кому Маркуса Сьюзен покидает станцию и берёт под своё командование звездолёт. Оставаясь в рядах вооружённых сил Земли, дослужилась до генерала, после чего покинула земные войска и получила пост главнокомандующего рейнджеров — эн’тил’за.

#### Создание и критика образа
В создании образа Ивановой особенный упор делался на русском происхождении героини. Сам Стражински неоднократно заявлял о «русском» характере Ивановой, трактуя оригинальный юмор и мировоззрение Ивановой как квинтэссенцию коллективного сознания «многострадального русского народа». При этом Ивановой вполне уместно было бы быть этнической русской, но по легенде сериала Иванова — русская еврейка.
Образ Сьюзан Ивановой, из-за её отношений с Талией Винтерс, считается одним из первых образов бисексуалов, введённых в научной фантастике.

### Майкл Гарибальди

Майкл Гарибальди

Майкл Гарибальди (англ. Michael Garibaldi) — один из основных персонажей сериала «Вавилон-5», он впервые появляется в первом фильме и присутствует во всех пяти сезонах. Образ Гарибальди на телеэкране был воплощён актёром Джерри Дойлом. Персонаж назван в честь итальянского героя Джузеппе Гарибальди, но в отличие от Шеридана не является его потомком.
Майкл Гарибальди родился и был воспитан на колонии Марс. Он является сыном Альфредо Гарибальди, пехотинца Военных Сил Земного Альянса. Гарибальди воспитан на традициях католической церкви. Впоследствии он стал агностиком, но всегда испытывал определённое уважение к церкви.
Гарибальди — подозрительный, как и положено по должности, но честный человек. В течение долгих лет проблемы со спиртным преследовали Гарибальди, приведя к увольнениям с нескольких мест работы. В конце концов он сумел взять себя в руки. До назначения на Вавилон-5 во время одного из инцидентов в результате взрыва погиб один из близких друзей Гарибальди. Дочь погибшего много лет винила в произошедшем именно Майкла, в результате чего, когда она появилась на станции, он опять ударился в запой.
Во время пребывания на Марсе, у Гарибальди завязалось знакомство с человеком, впоследствии повлиявшим на его судьбу. Его знакомой, а потом и любовницей стала Лиз Хемптон. Эта пара стала периодически сходиться и расходиться, проведя в таком «режиме» 15 лет.
После похищения Гарибальди кораблем Теней, и обработкой его Пси-корпусом, уходит с поста начальника безопасности и становится частным детективом. Действия, обусловленные программой телепатов, вынуждают его предать Шеридана. Однако, он же и спасёт его, а заодно и окончательно сойдётся с Лиз. Шеридан, став президентом Международного Альянса, назначает Гарибальди начальником разведки, но алкоголизм Гарибальди создаёт угрозу вселенской безопасности. Майкл вынужден уйти с поста и окончательно сосредоточить свои силы на бизнесе Лиз, доставшемся ей от мужа.

#### Критика
Журнал «Мир Фантастики» поставил Гарибальди на 9 место в списке «10 самых известных предателей в фантастике», добавив, что Джон Майкл Стражински большой поклонник рок-оперы «Иисус Христос — суперзвезда» и явно позаимствовал мотивацию предательства Гарибальди у Иуды из оперы.

### Деленн
Деленн — персонаж вымышленной вселенной научно-фантастического сериала «Вавилон-5». Член Серого Совета Минбара. Назначена послом на Вавилон-5. Является одним из главных персонажей сериала, а также присутствует в других фильмах, связанных с «Вавилоном-5». В роли Деленн снялась актриса Мира Фурлан.
Деленн принадлежала к касте жрецов (в других переводах — «религиозная каста»), воспитывалась в храме, потом стала ученицей и помощницей духовного лидера минбарцев Дукхата.
Он испытал свою ученицу на трелюминарии — прибор отреагировал на следы ДНК легендарного лидера минбарцев Валена.
Вскоре после этого Дукхат погиб.
Деленн — чрезвычайно многоплановый персонаж. Она очень решительна, способна на жертвы — в серии «Инквизитор» подвергается настоящей пытке, не теряет присутствия духа в моменты опасностей.
Тем не менее, трансформация Деленн в нечто среднее между человеком и минбарцем приводит героиню к изгнанию из Серого Совета и способствует развязыванию гражданской войны на Минбаре. Она же войну и прекращает, напомнив древний обычай — лидеры противостоящих каст жертвовали собой в звёздном огне, побеждал наиболее самоотверженный.
Деленн — в основном духовный лидер, хотя в нескольких эпизодах весьма успешно зарекомендовала себя как боевой командир и в некоторых моментах берётся за традиционное оружие минбарцев — боевой посох. Её избрание главой рейнджеров выглядит совершенно оправданным. На протяжении сериала медленно возникают романтические отношения с Шериданом. В конце концов у Деленн и Шеридана рождается сын Дэвид.

#### История

##### Война Минбар — Земля
Минбарцы разделены на три касты — жрецы, воины и рабочие. Деленн является лидером — Са’Тай — касты жрецов и членом Серого Совета, таинственной и могущественной группы, управляющей Минбарским государством.
За десять лет до событий сериала во время первого контакта земной военачальник атакует флагманский корабль Минбара и убивает духовного лидера минбарцев Дукхата. Эта единственная ошибка приводит к кровавой войне между Землёй и Минбаром, в ходе которой человеческий род оказался под угрозой полного уничтожения. Деленн была помощником и протеже Дукхата, и её горе и желание мести имели далеко идущие последствия. Голос Деленн в Сером Совете (состоящим из 9 минбарцев, по три на каждую из каст), в пользу начала войны с Землей стал решающим.
Однако в Битве на Рубеже, последней попытке людей сохранить свою расу, именно Деленн отложила окончательное уничтожение, что позволило произвести ошеломляющее открытие, которое в свою очередь привело к внезапному окончанию войны. Она искала путь для выхода из войны обеих сторон после того, как закончился её «момент безумия» после смерти Дукхата, и она поняла, что Дукхат и ворлонцы работали вместе над контактом с людьми, которые были крайне важны для победы в грядущей войне с Тенями.
В итоге Деленн полностью разочаровывается в идеях этой войны, погружается в депрессию, осознав, что уже слишком поздно останавливать то, что она начала, и какую цену её душе придётся заплатить за содеянное. В ответ на реплику другого члена Серого Совета о том, что «её Священная Война» практически окончена, она отвечает вопросом «А мы всё так же святы?..» Много лет спустя обнаружится тот факт, что вся дипломатическая работа Деленн на ниве взаимоотношений между человечеством и Минбаром во многом была ни чем иным, как попытка загладить перед самой собой вину за ту единственную, ужасную ошибку, содеянную ей в момент приступа ярости и «безумия».
Информация по сериалу не полная.

### Лондо Моллари

Лондо Моллари

Лондо Моллари (англ. Londo Mollari) (?-2278) — посол Центавра, вымышленный персонаж научно-фантастического телесериала «Вавилон-5». Изначально полу-комический «прожигатель жизни», вечный оппонент Г'Кара, к четвёртому сезону стал одним из центральных и самых популярных героев.

#### Первое появление
Впервые, по хронологии вселенной «Вавилона-5», Лондо Моллари предстаёт перед зрителями в 2243 году, находясь в составе делегации Республики Центавра на Земле. Лондо в тот момент является офицером связи делегации.

#### Начало работы на «Вавилоне-5»
В 2257 году Лондо был отправлен на станцию «Вавилон-5», это назначение фактически было равносильно ссылке. Вначале он мало внимания уделял своей работе посла, предаваясь преимущественно азартным играм, пьянству и воспоминаниям о былой славе Центаврианской Империи. Уже в это время намечается его почти показное соперничество с послом Нарна Г’Каром, его прямой противоположностью: упрямым и вспыльчивым фанатиком. Однако, Лондо быстро завязывает дружеские отношения с персоналом станции и большинством других послов, которые, как правило, не воспринимают его всерьез.

#### Начало контакта с Морденом
Его карьера делает резкий поворот после встречи с господином Морденом — человеком, который оказывает Моллари и всему Центавру, по словам самого же Лондо, «неоценимые услуги» — возвращает «Око Империи» — драгоценную реликвию, ставшую для центавриан символом величия прошлых дней и нерушимости императорского трона. «Око» было выкрадено у Моллари, который сумел найти его после утраты, случившейся множество лет назад. Воры были уничтожены в космосе, а Око возвращено обладателю, Лондо Моллари, который сумел из-за этого извлечь огромные политические дивиденды при дворе Императора Центавра, как «тот, кто вернул „Око Империи“».
Таинственные союзники, в которых сам Лондо не сразу узнаёт полулегендарную цивилизацию Теней, теперь организовывают акты саботажа и нападения на колонии Нарна — давнего врага Центавра, подвергшегося вторжению и порабощению со стороны Республики Центавр столетие с небольшим назад, и только недавно завоевавшего независимость и свободу, при этом полностью отводя подозрения от Центавра. После того, как Центавриане в союзе с Тенями переходят к открытым завоеваниям, Лондо оказывается в крайне сложном положении. Он отказывается от сотрудничества с Морденом, однако теперь уже события неумолимо движутся к апогею конфликта. Весь посольский корпус «Вавилона-5», подстрекаемый Г’Каром, давит на Моллари и через него — на Центавр, требуя прекратить агрессию. Только благодаря вездесущим Теням Земной Альянс вступает в альянс с Центавром.

#### Апогей конфликта
В 2261 году император Картажье, сумасшедший эстет, возведённый на престол политической группой, возглавляемой лордом Рифой и, в том числе, самим Лондо, отзывает посла и делает его Министром Национальной Безопасности. Моллари, видящий все безумие войны и сближения с Тенями, тайно становится в оппозицию сумасшедшему императору, внешне по-прежнему демонстрируя свою верность. Он вступает в тайное соглашение о взаимопомощи с попавшим в плен Г’Каром, обещая освободить его народ от порабощения Центаврианами, если тот поможет в убийстве императора и освобождении Центавра от безумца Картажье. Во время поездки на Нарн, Г’Кар освобождается от цепей, находясь в Тронном Зале Картажье в Нарнском дворце и отвлекает на себя всю охрану, а Вир Котто, помощник Моллари, уведя под предлогом обеспечения безопасности императора из зала, впрыскивает ему в тело яд. В результате Лондо становится Премьер-Министром Центавра и де-факто верховным правителем. По его приказу Теней изгоняют с Центавра, а Мордену отрубают голову и выставляют на всеобщее обозрение.
Однако из-за прежнего сотрудничество Моллари с Тенями их извечные враги Ворлонцы готовятся уничтожить Центавр. Лондо уже просит Вира убить его, чтобы спасти планету. Но помощь в лице Изначальных поспевает вовремя, и ворлонское командование призывает все свои корабли на решающую битву. В её итоге и Тени, и ворлонцы покидают границы известного мира и уходят за пределы Галактики.

#### Финал жизни Лондо
В последние годы карьеры бешеный ритм жизни Моллари сильно подорвал его здоровье, у него случались сердечные приступы. В серии «Очень долгая ночь Лондо Моллари», Лондо впал в кому, и только воля к жизни спасла тогда посла от смерти.
Через несколько лет, благодаря интригам Дракхов Центавр втянут в новую войну с Межзвёздным Альянсом. Как раз в это время умирает регент Вирини, который был агентом дракхов и носил их «стража» — паразита нервной системы, способного передавать приказы или даже убить носителя. Лондо становится Императором, перед этим будучи вынужден согласиться носить такого же «стража», иначе его родная планета была бы уничтожена, равно как и он сам. Однако Моллари оказался непокорным носителем: он научился усыплять «стража» при помощи алкоголя. Так он однажды спас Шеридана, Деленн и их сына из плена дракхов. Когда «страж» проснулся от алкогольного сна, он захватил контроль над телом Моллари, и Г’Кар, по просьбе Моллари, попытался убить его, чтобы избавить его от мучений. Оба друга-врага погибли, намертво сцепившись и удушив друг друга.
Центавр был освобожден его наследником Виром, который посмертно провозгласил Лондо героем и причислил его к центаврианским богам.

#### Общий портрет
Лондо предстаёт усталым, разочарованным человеком, который находит отдых в веселье, азартных играх, выпивке (любимый его напиток — бревари) и женщинах. Он часто рассказывает о былом величии Центаврианской Империи и мечтает его вернуть. На сторонний взгляд, Моллари выглядит комичным повесой, много шутит и фамильярно общается со всеми мало-мальски знакомыми людьми. Во многом это поведение — его маска: наедине с собой или с доверенными друзьями Моллари предстаёт сентиментальным философом и резонером, а когда требует ситуация — остроумным и вероломным интриганом.

#### Происхождение. Личные отношения
См. также: Система Великих Домов Центавра
Моллари — сын старинного и знатного рода. Он четырежды был женат, причём на второй, третьей и четвёртой одновременно, что разрешается законами Центавра, и все эти три брака были браками по расчёту. Упоминались их имена — Даггер (вариант произношения — Даггаир), Мариэль (вариант произношения — Мэриэл) и Тимов. Лондо называет их «Мор, Глад и Смерть» (англ. Pestilence, Famine and Death) и заявляет, будто вызвался лететь на «Вавилон-5», лишь бы быть подальше от них. Впоследствии, по специальному разрешению Императора, Лондо было разрешено развестись с двумя из них, оставив одну «церемониальную» жену, которой стала Тимов. Несмотря на скверный характер, она всё же спасла жизнь Лондо во время покушения, в то же время, хотя Лондо и не знал о её роли, он выбрал её в качестве жены. Остальным жёнам была выплачена компенсация. Что же касается первой жены — то она была танцовщицей, и Лондо действительно любил её. Однако его род принудил его развестись с этой женщиной по каким-то причинам.

«…Любовь?! Какое отношение любовь имеет к браку?… Иногда эти браки требовали от нас жертвы… (смотрит на портреты своих собственных жен) …Великой жертвы. Но мы приносили себя в жертву, ибо это означает быть Центаврианином! Если вы отказываетесь подчиниться традиции, вы теряете самое главное — именно это делает вас теми, кто вы есть…» — Лондо Моллари.

Лондо не хранит супружескую верность, имеет любовниц.
В жизни Лондо Моллари была одна настоящая любовь — также, как и его первая жена, она была танцовщицей. Девушку звали Адира Тэри (Фабиана Уденио) и она была рабыней гуманоида по имени Тракис. Лондо влюбился в неё, так как, в соответствии с комментариями Стражински, она напоминала ему его первую жену-танцовщицу. Тракис, пытаясь использовать любовь Лондо к Адире, приказывает той выкрасть из номера Лондо «Пурпурные Файлы» — досье-собрание компрометирующих документов и информации, традиционно собирающееся Великими Домами Центавра на своих оппонентов. Ему удается использовать Адиру, однако та тайно приходит к Лондо и просит у него помощи, рассказывая о ситуации. Информацию не удается переправить в потаенное место и Тракис схвачен. Лондо, пользуясь своими связями с командиром Синклером, освобождает Адиру от Тракиса и дарует ей полную свободу.
В итоге Адира через некоторое время гибнет от яда, став приманкой в придворных играх и межпланетных интригах. Мордену, по чьему заказу, как выясняется позже, убили Адиру (Лондо ранее был убежден, что именно Лорд Рифа являлся причиной смерти девушки), отрубают голову по приказу Императора Лондо Моллари, так как за некоторое время Лондо узнал об истинных причинах смерти своей возлюбленной Адиры — её отравил именно Морден (или агенты Теней по приказу Мордена), с целью стравить между собой Лондо и Лорда Рифу. Таким образом, Лондо одновременно спасал Приму Центавра от уничтожения ворлонцами за сотрудничество с Тенями и мстил за невинную гибель своей единственной любви.

### Г’Кар
Г’Кар — нарнский посол на станции «Вавилон-5», член третьего круга Кха’Ри — правящего органа Режима Нарна. Печально известен своей ненавистью к послу Центавра Лондо Моллари, выливающейся в бесконечные конфликты и пикировки. Его роль сыграл актёр Андреас Кацулас.

#### Жизнь

##### Роль свободного правителя
После второй войны между Нарном и Центавром и последовавшей капитуляцией нарнов и оккупацией их планеты, Г’Кар оказался единственным членом Кха’Ри, оставшимся на свободе. Он просил командующего «Вавилоном-5» Джона Шеридана предоставить ему политическое убежище, получил его и принялся строить планы сопротивления. Ему представился случай купить партию нелегального земного наркотика под названием «прах», который невероятно усиливает телепатические способности. Однако было неизвестно, как он подействует на нарнов, ведь на Нарне давно не рождаются телепаты, все генетические линии с телепатическими способностями были уничтожены Тенями много сотен лет назад. Г’Кар опробовал действие наркотика на себе, что позволило ему вторгнуться в разум Лондо Моллари и узнать множество его секретов, в том числе и его роль в раздувании второй войны между Нарном и Центавром. Когда же действие наркотика исчерпалось, Г’Кару было видение, в котором небесное существо Г’Лан из нарнских легенд (на самом деле это был ворлонский посол Кош) велело ему оставить ненависть и служить высоким целям.
Г’Кар был арестован за нападение на Лондо Моллари и помещён в тюрьму станции. Всё время заключения он провёл, читая священное писание нарнов — Книгу Г’Квана и записывая свои размышления. Был освобождён досрочно во время конфликта между «Вавилоном-5» и Землёй. Обещал Шеридану свою помощь и сдержал слово, приведя нарнов на замену депортированным за лояльность Земле сотрудникам службы безопасности станции.

##### Плен и освобождение. Убийство Картажье
Когда Майкл Гарибальди был похищен, Г’Кар вылетел на его поиски, был схвачен центаврийцами и доставлен на Приму Центавра — столичную планету Республики Центавр. Император Картажье хотел поднести его в дар Лондо Моллари, но предварительно решил подвергнуть пыткам. Г’Кару пришлось вынести многое, Картажье хотел исторгнуть из Г’Кара хотя бы один крик боли, но тот упорно молчал. Напоследок император распорядился выколоть Г’Кару левый глаз, поскольку Картажье показалось, что глаз смотрел на него слишком злобно.
Моллари тайно посетил Г’Кара в камере и сказал, что Картажье — садист и сумасшедший, что судьба Нарна и Центавра зависит от того, удастся ли низвергнуть сумасшедшего правителя с трона. Моллари предложил сделку — если Г’Кар, оказавшись в тронном зале, в нужный момент отвлечёт охрану, то Моллари убьёт императора и затем использует своё влияние, чтобы освободить Нарн. Г’Кар согласился, и заговор увенчался успехом, хотя убивать императора пришлось помощнику Моллари — Виру Котто. Моллари исполнил своё обещание и центаврийские войска оставили Нарн.
После возвращения на «Вавилон-5» Г’Кар снова стал послом Нарна (хотя его убеждали остаться на Нарне и стать правителем) и многое сделал для основания Межзвёздного Альянса. Он стал членом Консультативного совета Альянса и написал Декларацию Принципов.
Вселенная говорит на многих языках, но одним голосом. Это не нарнский язык, не язык людей, центавриан, геймов или минбарцев. Вселенная говорит на языке надежды, на языке доверия, на языке силы и сострадания. Это язык сердца и души. И это всегда один и тот же голос. Это голос наших предков, говорящих через нас. И голос наших потомков, ожидающих своего рождения. Пока это тихий голос, который говорит: Мы едины. Неважно, какого цвета наша кровь и кожа, на какой планете мы родились и под какой звездой, мы едины. Несмотря на боль, несмотря на темноту, несмотря на потери, несмотря на страх, мы едины. Собравшись здесь ради общего дела, мы принимаем эту истину и это правило: Мы должны быть добры друг к другу, потому что каждый голос делает нас сильнее и лучше, а каждый потерянный голос ослабляет. Мы голос Вселенной, душа создания, огонь, что освещает путь в лучшее будущее. Мы едины.Оригинальный текст (англ.)The Universe speaks in many languages, but only one voice. The language is not Narn, or Human, or Centauri, or Gaim or Minbari. It speaks in the language of hope; It speaks in the language of trust; It speaks in the language of strength, and the language of compassion. It is the language of the heart and the language of the soul. But always, it is the same voice. It is the voice of our ancestors, speaking through us, And the voice of our inheritors, waiting to be born. It is the small, still voice that says: We are one. No matter the blood; No matter the skin; No matter the world; No matter the star; We are one. No matter the pain; No matter the darkness; No matter the loss; No matter the fear; We are one. Here, gathered together in common cause. we agree to recognise this singular truth, and this singular rule: That we must be kind to one another, because each voice enriches us and ennobles us, and each voice lost diminishes us. We are the voice of the Universe, the soul of creation, the fire that will light the way to a better future. We are one.

##### Роль религиозного лидера
После покушения на Моллари, связанного с его поездкой на Приму Центавра для расследования возможного заговора, Деленн предлагает Г’Кару стать телохранителем Лондо. Г’Кар соглашается, как он сказал «только ради того, чтобы посмотреть на лица центаврийцев при этом». Вернувшись на станцию, он обнаружил, что друзья сочли его мёртвым, а его записи религиозных размышлений попали в печать и изданы как Книга Г'Кара. Книга стала очень популярна, и Г’Кар, сам того не желая, стал живым святым.
Г’Кар нашёл, что этот новый статус святого весьма раздражающ: толпы нарнов стекались к нему в поисках духовного прозрения и напутствия, пытались толковать его слова, сосредотачивались на некоторых положениях книги, игнорируя остальные, даже когда он сам настаивал на обратном. Последней каплей стал инцидент с одним из настойчивых поклонников, который после крайне резкой отповеди Г’Кара попытался в отместку убить его, но промахнулся, ранив невесту Гарибальди. Полагая, что больше ничего не может сделать для своих соотечественников на Вавилоне-5, Г’Кар решил оставить станцию и пуститься в странствия по галактике в обществе Литы Александер. Своим преемником он назначил Та'Лона.

##### Смерть
Г’Кар погиб в 2278 году в борьбе с Лондо Моллари, находящимся под контролем дракхианского Стража, точь-в-точь как в раннем видении Лондо. Самопожертвование Лондо и Г’Кара позволило Шеридану, Деленн и их сыну Дэвиду бежать с Примы Центавра.

#### После смерти
Император Вир Котто приказал увековечить подвиг Г’Кара и Лондо Моллари гигантским памятником у главных ворот центаврийской столицы. В скульптуре они изображены охраняющими город и прикрывающими друг другу спину.

#### В других произведениях
Г’Кар является также персонажем произведений, сопутствующих сериалу, например романа Дж. Ворнхолта «Клятва крови», комиксов «Дуэт до-диез для человека и нарна», «Кода си-бемоль для человека и нарна».

#### Критика
В критике отмечается, что Г’Кар ставит благополучие собственного народа (цивилизации Нарна) выше личных интересов.

### Стивен Франклин
Стивен Франклин (англ. Stephen Franklin) — персонаж фантастического телесериала «Вавилон-5», главный врач космической станции «Вавилон-5». Его роль исполнил актёр Ричард Биггс.

#### Карьера
Учился в Гарвардском университете. В 2232 году, последовав по стопам отца, генерала Ричарда Франклина, Стивен вступил в армию, чтобы стать военным медиком. Вскоре после окончания обучения покинул армию и провёл три года в странствиях по галактике. Он путешествовал «автостопом», предлагая в качестве оплаты медицинские услуги. В своих скитаниях Франклин составил детальные записи о биологии, физиологии и культуре множества инопланетных рас. В частности, он исследовал группу минбарцев, чей транспортный корабль потерпел крушение близ Беты Дюрани. Минбарцы сильно пострадали в аварии, и так как Франклин знал об их биологии очень мало, то не смог им помочь и они все умерли. Впоследствии Франклин провёл детальное вскрытие одного из тел для исследования биологии и генетики минбарцев.
Когда в 2243 году разразилась война между Землёй и Минбаром, Франклин снова вступил в армию и возглавил военный госпиталь на Земле. Во время войны было издан приказ о том, что все врачи, у кого есть какие-либо данные о биологии минбарцев, должны предоставить их для создания биологического оружия. Когда командованию стало известно, что у Франклина есть данные о минбарцах, ему было приказано отдать их. Он отказался и был арестован.
Вскоре его освободили для участия (вместе с Джоном Шериданом) в полёте в систему Эпсилон, чтобы попытаться договориться о мире с Минбаром. Миссия была прервана из-за атаки центаврианцев, которые решили, что совершается сделка по продаже оружия между Землёй и Нарном. После того, как Франклин и Шеридан были задержаны минбарским кораблём, Франклин попал на Землю.
В 2258 году его он был назначен на должность главного врача станции «Вавилон-5», после того как Бенджамин Кайл был отозван на Землю. На станции Франклин провёл около четырёх лет.
В 2262 году Франклин получил предложение возглавить Департамент ксенобиологических исследований на Земле после отставки Бенджамина Кайла. Он согласился и оставил «Вавилон-5», назначив преемником доктора Лилиан Хоббс. Во время Дракхианской чумы Франклин остался на Земле и вёл исследования, разрабатывая лекарство, что описано в сериале «Крестовый поход».

#### Личные качества
Франклин обладает высокими моральными устоями, что множество раз проявлялось за время его пребывания на станции. Иногда его убеждения вступали в конфликт с обязанностями офицера Земных сил. Злоупотребляя своим положением, он создал бесплатную клинику в трущобах на нижних уровнях станции. Был случай, когда он, чтобы спасти жизнь ребёнка, сделал ему операцию против воли родителей, которые возражали из-за своих религиозных убеждений. Впоследствии родители убили ребёнка, так как он, по их словам, «потерял душу». Также он принимал участие в работе подпольного канала бегства телепатов-диссидентов. Что касается религиозных убеждений самого Франклина, он фундаменталист, его религия отыскивает во множестве религий общие черты и объединяет их в себе.
Наряду с сильными сторонами у Франклина есть и слабости. В частности, страсть к спасению жизней в сочетании с высокими профессиональными стандартами привела его к употреблению стимуляторов. Начав осознавать проблему, он неохотно признался в этом Деленн, а потом Гарибальди вынудил его признаться открыто. Франклин подал в отставку и пустился в скитания по станции в поисках себя. В конце концов он осознал, что всю жизнь только и делал, что бежал от самого себя, решил начать заново и вернулся к работе.

#### В конце сериала
В конце сериала Франклин всё ещё возглавлял Департамент ксенобиологических исследований. Он присутствовал на последнем вечере Шеридана, где тот прощался с друзьями перед смертью.
После смерти Ричарда Биггса в 2004 году, Стражински не стал приглашать нового актёра на роль Франклина, а переписал сценарий «Памяти Теней», убрав Франклина из действия.
«Бродяга» — эпизод третьего сезона сериала достаточно полно раскрывает внутренний мир Стивена Франклина.

### Вир Котто
Вир Котто — персонаж научно-фантастического телесериала «Вавилон-5», центаврианин, помощник посла Лондо Молари.

#### Личная жизнь
Вир Котто родился в семье средней знатности. Не женившись, прибыл на станцию Вавилон-5 для работы помощником посла на предсвадебный период. Однако, в результате решений, принятых Виром, а также, как результат его действий, свадьба отложилась на неопределённый период.
В дальнейшем, Вир Котто найдёт единственную избранницу сердца, которая и станет его единственной женой — её зовут Сенна Рифа, она является дочерью злейшего врага Лондо Моллари — лорда Рифы. Судьба девушки полна событий и описана в центаврианской трилогии.

#### Первые годы на Вавилоне-5
Первоначально Вир был приглашен на станцию «Вавилон-5» в качестве помощника посла Лондо Моллари — другого центаврианина, выходца из гораздо более знатной семьи, одного из Великих Домов Центавра. Положение посла Республики вначале было воспринято при Императорском дворе в качестве шутки. Как результат, положение помощника такового посла не являлось важным или престижным. К тому же, Вир не был принят в собственной семье всерьез, находясь там на положении «белой вороны», и его семья настояла на его назначении на эту должность, желая избавиться от него на как можно более долгое время.
За последующие несколько лет Вир проявил себя, как способного помощника посла Моллари. За годы службы на этом посту он приобрел друга в лице Ленньера — тот факт, что они оба служили помощниками послов своих держав, безусловно, сблизил их. С прошествием времени, когда престиж позиции посла Моллари как представителя Республики Центавр на станции Вавилон-5 начал расти, Прима Центавра сделала попытку заменить Вира на другого помощника. Моллари, однако же, настоял на кандидатуре Вира Котто, пригрозив в случае невозможности оставить Вира на этой позиции подать самому в отставку.

#### Посол наМинбаре

##### Отчёты посла Котто о Минбаре
Впоследствии, именно Лондо «продавил» кандидатуру Вира при назначении посла на освободившееся после принятия прежним послом минбарского гражданства место в посольском корпусе на Минбаре. Официально, Моллари сделал это с целью способствовать продвижению Вира по карьерной лестнице. Однако, при частной беседе, впоследствии, он признался Деленн в том, что не хотел, чтобы Вир имел что-то общее с грядущими событиями, которые получат название «Война Теней». На самом деле, причиной данного поворота сценария стало получение Стивеном Ферстом другой роли. На время третьего сезона он не смог участвовать во многих эпизодах.
Вскоре Вир отбыл на Минбар в качестве нового посла. Достаточно много, если не все свои мысли, возникшие у него по поводу этой цивилизации, он изложил в своих докладах. По возвращении на «Вавилон-5» он предложил Лондо ознакомиться с материалами этого доклада, желая проверить себя. Лондо серьёзно изменил текст его доклада, заменив все позитивные отзывы пессимистично-негативными с оттенком пренебрежения. По его словам, именно такой тон должен нести в себе доклад Его Величеству, дабы подавший его посол остался на своей должности и не был сочтен сумасшедшим. Конечной целью таковой подачи информации было создание ауры превосходства центаврианской цивилизации надо всеми остальными цивилизациями вселенной. Во время этого визита он был атакован и получил серьёзные повреждения от неконтролировавшего себя в тот момент Г'Кара, принявшего нелегальный наркотик «Прах» и получившего возможность читать мысли и, вместе с тем, наносить какие-то повреждения телепатически. После поправки Вир вернулся на Минбар для участия в очередной церемонии.
Вскоре после этого, Вир вернулся на «Вавилон-5» во второй раз. Во время этого визита Президент Земного Альянса Кларк объявил военное положение во всех владениях Земли.

##### Видение Леди Мореллы
В то же самое время, третья жена Императора Турхана, Леди Морелла, прибывает с визитом на станцию. Будучи известной на всю Республику Центавра пророчицей и медиумом, Морелла становится объектом пристального внимания со стороны Лондо, который надеялся получить от неё какие-то предсказания относительно его будущей судьбы Императора — к этому он стремился, на это он надеялся. Исторически так сложилось, что подобные предсказания становились очень действенной подоплёкой и подмогой для претендентов на трон Центавра в глазах потенциальных подданных.
В ходе визита Лондо и Вир провели некоторое время, общаясь с гостьей в неофициальной обстановке. Нечаянно коснувшись руки Леди Мореллы, передавая ей платочек, Лондо, тем самым, каким-то образом, вызвал видение у пророчицы относительно его будущего. Позднее, она рассказала Моллари и Котто о том, что она увидела. Частью видения было Императорство Лондо Моллари. После этого заявления Леди Морелла повернулась к Виру и во всеуслышанье сказала ему, что тот также будет императором. Вир начал смеяться, приняв это за достаточно смешную, с его точки зрения, шутку. Пророчица ответила ему на это, что никогда не шутит, интерпретируя свои видения или рассказывая их. На вопрос Лондо о том, как они вдвоем смогут быть императорами, Морелла ответила, что, конечно, двое одновременно быть императорами не могут — один станет императором после смерти другого.

#### Помощь оккупированным нарнам
Когда центавриане вновь оккупировали Нарн, Вир чувствовал давление груза вины за то, как его нация обращается с нарнами. От случая к случаю, он не упускал возможности использовать своё положение на Минбаре для того, чтобы увести нарнов с их планеты и обеспечить им надлежащее лечение и уход. Он делал это, используя фальшивую куклу-личность — «Абрахамо Линкольни» — которая была достаточно высокого ранга для того, чтобы выписать документы нарнам с позволением покидать их планету.

#### Помолвка с Линдисти
Вскоре после этих событий была объявлена помолвка между Виром и Линдисти — которая была отпрыском известной центаврианской семьи (возможно, из Великих Домов Центавра). Первоначально двое решили, что достаточно хорошо подходят друг другу.
Случилось неожиданное — брат одного из тех нарнов, которым Вир тайком помог бежать, совершил попытку убийства Линдисти, и Вир прикрыл её. Нарн был уничтожен при попытке остановить его капитаном Шериданом, но, прежде, чем он умер, нарн прошептал: «Шон’Кар». Это слово означает кровную месть, принятую на Нарне. События расследования привели к раскрытию действий Вира, и также обнаружилось, что семья Линдисти ответственна за массовый геноцид нарнов. Сама Линдисти также одобряла действия против нарнов, считая их существами низшего сорта. В результате Вир Котто был наказан путём смещения его с ответственной должности, и возвращен на должность помощника посла Моллари. В то же самое время, помолвка с Линдисти была приостановлена или расторгнута.

#### Война Теней
Во время войны Теней, Вир снова служил Центавру в качестве помощника посла Лондо Моллари.
Когда Моллари решил физически уничтожить лорда Рифу, он решил действовать руками своего тактического противника, встретившись с Г'Каром, и предоставив ему голографический хранитель информации. Моллари приказал Виру сказать Г’Кару, что носитель информации содержит информацию о бывшей помощнице посла Нарна, На'Тот, которая, по данным обоих послов, была жива, но захвачена центаврианами в качестве пленницы. Вир искренне поверил этому. Когда лорд Рифа взял Вира в заложники и подверг телепатическому сканированию с помощью лояльного ему телепата-центаврианина, он понял, что знает причину возможного тайного отправления на Нарн последнего члена парламента Нарна — Г'Кара.

### Ленньер
Леннье́р — персонаж вселенной научно-фантастического сериала «Вавилон-5», роль которого исполнил Билл Мами. Ленньер является минбарцем и выполняет роль помощника посла Деленн на протяжении большинства серий.

#### Карьера
Как Деленн была помощником Дукхата, так Ленньер был преданным помощником посла Минбара Деленн в течение нескольких лет. Член Третьего храма Чу’домо касты жрецов и бесстрашный боец, позднее он присоединился к Рейнджерам.
В эпизоде «День мёртвых» («Day of the Dead») Ленньер всерьёз спорит с призраком Мордена, человека, бывшего помощника Теней. Ленньер, вернувшийся с тренировки и надеявшийся пообщаться с призраком в рамках познания инопланетных религиозных церемоний, совершает ошибку, задавая Мордену вопрос о мудрости. Эта встреча будет напомнена в последующих событиях.
Друзьями Ленньера можно назвать Вира Котто и Маркуса Коула.
Ленньер тайно любил Деленн. Однако он разъяснил Маркусу Коулу, что это «не та романтическая любовь, как вы это понимаете, а что-то более благородное». Ленньер не действовал из-за её отношений с Джоном Шериданом. Ленньер признался в своих чувствах к ней, когда они оказались в ловушке в гиперпространстве и были близки к смерти, однако Деленн, давно знавшая о его чувствах к ней, сделала вид, что не услышала признания, чтобы не смущать Ленньера.
Чувства Ленньера в дальнейшем привели его к краху. Когда с Шериданом произошёл несчастный случай на Белой звезде (эпизод «Объекты в покое»), Ленньер, увидев возможность удалить своего «соперника», не стал помогать ему, а сбежал, оставив того умирать.
Погибает во время войны телепатов, возможно, спасая Шеридана от взрыва в штабе пси-корпуса…

### Уоррен Кеффер
Уоррен Кеффер — персонаж научно-фантастического телесериала «Вавилон-5». Командир эскадрильи Starfury, приписанных к станции «Вавилон-5».

#### Известные действия героя в сериале
Во время полётов в гиперпространстве Кеффер обнаруживает странный сигнал от корабля неизвестной расы. Кеффер решает провести собственное несанкционированное расследование и собрать информацию об этом корабле. До него доходят слухи, что некоторые из пилотов наблюдали в гиперпространстве странный корабль, «похожий на паука из пьяного кошмара». Один из пилотов передаёт Кефферу параметры излучения этого корабля.
Кеффер настраивает бортовой компьютер своего истребителя на эти параметры, и, во время очередного полёта в гиперпространстве, обнаруживает излучение с заданными параметрами. Он отделяется от основной группы истребителей и пытается установить источник сигнала. В этот момент появляется звездолёт Теней, которому и принадлежит этот сигнал. Кеффер делает видеозапись и сбрасывает буй с записью. Корабль Теней открывает огонь по истребителю Кеффера, и тот погибает. Буй с записью подбирает один из кораблей с «Вавилона-5». Запись транслируется в эфире Межзвёздных новостей.
Официальная мотивация Уоррена Кеффера остаться в гиперпространстве, по словам создателя сериала Джозефа Майкла Стражински, была понятна остальным пилотам, которые посчитали, что Уоррен, как и все они, старается максимально дольше пилотировать истребитель, так как от этого растёт и зарплата пилотов:

Также, пилоты стремятся пробыть максимально дольше в активном патрулировании, так как от этого растёт и их оплата. Эскадрилья Кеффера вышла в космос несколько раньше запланированного (что и отметил Шеридан); Кеффер выбрал остаться подольше и провести некоторую разведку местности. Основной спор происходит на момент подготовки корабля к вылету, технической поддержки его и т. д.; с момента, как он вылетел, дело только за чуть большим или меньшим количеством топлива.
Оригинальный текст (англ.)Also, the pilots like to spend as much time out on patrol as possible, to garner more flight pay. Keffer’s squad was already out earlier (as noted by Sheridan); Keffer chose to stay out a little longer doing a bit of reconnaisance. Most of the hassle is in prepping the ship for launch, maintainance and so on; once it’s out, it’s just a matter of a bit more fuel.
— Дж. М. Стражински, сайт jmsnews.com

#### Роль персонажа в сериале
Отвечая на вопросы фанатов относительно важности факта смерти и значительности роли Кеффера в развитии сериала, автор сериала Джозеф Майкл Стражински заметил:

Мне неприятно открывать вам это, но… все, рано или поздно, умирают. Для блага этого сериала, некоторые из героев умирают в кадре, некоторые за кадром, некоторые во время хода сериала, некоторые — после событий сериала.
Персонаж Уоррен Кеффер был совершенно не бесполезен (как заявляли некоторые фанаты — прим. ред.); через его персонаж мы смогли познакомиться с пилотами Starfury и узнать о них больше, мы впервые увидели корабль Теней, мы встретились со спецназом Земного Альянса, и первичный инцидент, начавший всю заварушку — съёмка камеры истребителя Кеффера — также пришёл через него.
Оригинальный текст (англ.)I hate to break it to you, but *everybody* dies sooner or later. For the purposes of this show, some die on camera, some die off, some die during the story, some die afterward.

Nor was Keffer’s character useless; through him, we got to see the Starfury pilots and learn more about them, we got our first close look at the shadows, we met the Gropos, and the primary incident that began to unravel the whole thing — Keffer’s gun camera footage — came about.
— Дж. М. Стражински, сайт jmsnews.com

### Элизабет Локли
Элизабет Локли — персонаж из вселенной научно-фантастических сериалов «Вавилон-5» и «Крестовый поход» и фильме приквеле Призыв к оружию. Персонаж создан на экране актрисой Трейси Скоггинс.
Элизабет Локли стала персонажем основного плана в пятом и последнем сезоне сериала Вавилон-5, заменив на посту командира станции предыдущего героя — Джона Шеридана и фактически заполнив собой ту пустоту, которая грозила появиться в сериале после ухода из него Сьюзен Ивановой.
Локли (уже в звании полковника) также фигурирует как комендант Вавилона-5 в новом спин-оффе «Затерянные сказания», присутствуя в титрах персонажей на первом DVD серии, названном «Голоса во тьме». Диск был выпущен в свободную продажу 31 июля 2007 года.

#### Личные данные
Элизабет Локли — сильный, харизматичный военный лидер. Она ведёт себя, как военный человек и на публике показывает собой образ идеального офицера Земных Сил. Она — привлекательная женщина, однако проявляет она это свойство лишь в нерабочие часы, в личное время. Многое из её личных эмоций, влечений и стремлений происходит из её сложного детства и отрочества, и в личном отношении Элизабет постоянно испытывает желание помочь или дать совет кому-то, кто столкнулся со сложностями личного характера. В вопросах личных взаимоотношений она гораздо более удачлива, чем её предшественница, командир Сьюзен Иванова. В дополнение к опыту брака в прошлом с Джоном Шериданом, ныне занимающим должность Президента Межзвёздного Альянса, произошешим между ними в ранний период их карьеры, также Элизабет Локли имеет сексуальную и любовную связь с Мэттью Гидеоном, командиром тяжёлого крейсера класса «Виктори» Экскалибур. Невзирая на свои с трудом достигнутые заслуги и профессиональный успех, она иногда предаётся воспоминаниям о своём тяжёлом прошлом.

#### Ранняя жизнь
У капитана Локли было детство, далёкое от идеального. Её отец, в котором был скрыт талант художника, из-за давления своей семьи был вынужден в раннем возрасте вступить в вооружённые силы Земного Альянса. Ему крайне не нравилась военная служба, и это чувство сочеталось с разочарованием от сознания того факта, что он никогда не сможет сделать карьеру художника, — все это привело его к состоянию алкоголизма. Тяжёлая форма алкоголизма привела к тому, что его жена (и мать Элизабет) ушла от него. Элизабет также нашла выход из этой ситуации — она стала жить в гостях у своей подруги Зои. Обе достаточно быстро скатились до жизни в выпивке и наркотиках. Вскоре это привело к тому, что им стало не хватать денег, и жить девушки стали в дешёвой квартирке с тараканами. Финал такой жизни был трагичен — Зои передозировала себе наркотик и захлебнулась своими рвотными массами, её тело обнаружила сама Элизабет.
Смерть Зои ввергла Элизабет в шок и полостью изменила её. Элизабет пошла служить в Земные вооружённые силы и никогда более не притрагивалась к наркотикам или алкоголю с того момента, как началась её военная карьера. В 2262 году, когда она обнаружила, что некоторые персональные душевные травмы стали втягивать Майкла Гарибальди в пучину алкоголизма, она рассказала ему о своём прошлом, о том, как алкоголь дал ей, её отцу и самому Гарибальди иллюзорное освобождение от проблем — то, что Гарибальди был не один.

### Зак Аллан

#### Характер и личность
В течение второго и третьего сезонов Алан был членом организации Ночная Стража. Присоединившись к ней исключительно ради выдаваемой её членам материальной доплаты, он не особо обращал внимание на политический аспект организации. Но позже, узнав истинное лицо Ночной Стражи, он не только покинул её ряды, но и активно содействовал нейтрализации организации на территории станции.
В течение достаточно долгого времени безнадёжно влюблён в Литу Александер, женщину-телепата чрезвычайно высокого уровня, нашедшую убежище на станции и преследуемую Пси-корпусом.

#### Карьера
В 2261 году Аллан занимает место шефа службы безопасности станции. Его бывший шеф, Майкл Гарибальди, занимал этот пост с 2257 года, уйдя в отставку по личным причинам. Зак занимает пост до конца существования станции, списанной и уничтоженной в 2281 году.
В эпизоде «Сон в сиянии», в котором показаны события 2281 года, Зак Аллан появляется с заметной хромотой, которой не было до этого в сериале. В последующих комментариях к эпизоду создатель сериала Джозеф Майкл Стражински объяснил, что Зак был вовлечён в некие события, в которых повёл себя самоотверженно и героически, потеряв ногу. Позднее в эпизоде, после того, как постаревший и покинутый Вавилон-5 уничтожается, а влияние Дракхов на Центавр было разоблачено и уничтожено, Зак присоединился к Рейнджерам и стал помощником центаврианского Императора Вира Котто и (возможно) связующим звеном между Императором и Межзвёздным альянсом.

### Лита Александер
Лита Александер, изображенная в сериале Патрисией Таллман, — вымышленный персонаж научно-фантастического сериала Вавилон-5.
Лита впервые появилась в пилотном эпизоде сериала, как приписанный к станции телепат Земного Альянса, но в первом сезоне её персонаж не появлялся. Лита появляется во втором сезоне как эпизодический персонаж, дабы заместить собой Талию Винтерс, и в третьем сезоне присутствует уже в качестве постоянного персонажа.

#### Краткое описание персонажа
Изначально, уровень Литы по пси-шкале был П5. В 2257 году она была приписана в качестве рабочего коммерческого телепата к станции Вавилон-5, и, практически сразу после своего прибытия, она, по собственному согласию, сканировала ворлонца — посла Коша, причём в нарушение распоряжения правительства Империи Ворлон. Целью этого действия было определение способа отравления посла, а также раскрытие личности покушавшегося.
Опыт наблюдения за разумом ворлонца навсегда изменил Литу. Вскоре после этого события она была отозвана с должности и была допрошена относительно её контакта с ворлонцем. После нескольких месяцев лишения свободы в закрытых учреждениях Пси-корпуса ей удалось бежать и присоединиться к Марсианскому Сопротивлению. Пребывая в подполье, она узнаёт о факте несогласия и конфликтного состояния между Землей и Вавилоном-5 и возвращается на станцию в конце 2259 года.
После разоблачения в Талии Винтерс невольного шпиона тайных сил из Земного Правительства, Лита побывала в родном мире ворлонцев — на планете Ворлон, одна из считанных землян, кто побывал там и выжил. Там она была модифицирована ворлонцами, приобретя жабровидные имплантаты, позволяющие ей дышать в атмосфере Ворлона, способность «носить» в себе сущность ворлонца и запредельно увеличенный уровень телепатической чувствительности, приобретя вдобавок и телекенетический, который зачаточно имеет лишь один из десяти тысяч земных телепатов. Лита не сразу осознала потенциал произведённых в ней изменений.
Она вернулась на Вавилон-5, и служила как помощник и атташе посла Коша и его преемника. После того, как ворлонцы покинули известные пределы галактики в начале 2261 года, она почувствовала себя ненужной и, как ей показалось, непрошеной. Вынужденно по причинам материального характера она подписывает договор с Пси-корпусом о том, что после её смерти её тело будет принадлежать Пси-корпусу. Она вновь по приказу-просьбе Бестера начинает носить перчатки и значок телепатов корпуса как внешний знак её лояльности. Данный нюанс договора носил чисто показательно-рекламный характер и не имел ничего общего с действительным отношением Литы к Корпусу.

### Талия Винтерс

Талия Винтерс

Талия Винтерс (англ. Talia Winters) — персонаж научно-фантастического телесериала Вавилон-5. Её роль сыграла актриса Андреа Томпсон.

#### Краткое описание персонажа
Винтерс — землянка, по роду занятий коммерческий телепат и член Пси-корпуса. Имеет телепатический уровень П5, как и большинство коммерческих телепатов. Таких телепатов обычно привлекают бизнесмены при заключении договоров для гарантии честности обеих сторон. После инцидента с Джейсоном Айронхартом получила телекинетические способности (Mind War), но не афишировала их.
После появления на станции в 2258 году Винтерс поддерживала дружеские отношения с сотрудниками станции, особенно с Майклом Гарибальди, шефом службы безопасности, который был ею немного увлечён, и со Сьюзен Ивановой, заместителем командующего станцией. Отношения с Ивановой поначалу были довольно сложны: Иванова из-за неприязни к Пси-корпусу отнеслась к появлению Винтерс враждебно. Однако, невзирая на некоторые трения, неприязнь переросла во взаимное уважение, а потом и в дружбу. Позже, на церемонии перерождения, устроенной Деленн, Сьюзен Иванова созналась, что в достаточной мере любила Талию. Среди поклонников сериала существует предположение, что между Талией и Сьюзен была любовная связь, но эта точка зрения не полностью подтверждена.
В 2259 году командный состав станции узнаёт, что Винтерс входит в программу «Спящий», разработанную Пси-корпусом для шпионажа. Психика Винтерс модифицирована и несёт в себе скрытую личность. Эта личность спрятана так глубоко, что сама Винтерс даже не подозревает о её существовании. Новость об этом была доставлена Литой Александер, телепаткой-диссидентом и членом марсианского повстанческого движения.
Узнав, что один из «спящих» входит в командный состав станции «Вавилон-5» или близок к нему, а также выяснив способ, которым можно выявить невольного шпиона — пароль, посылаемый телепатически прямо в мозг, Лита Александр поспешила на станцию. Была проведена проверка, затронувшая всех ключевых сотрудников станции, в том числе и Талию Винтерс. После проверки и пробуждения скрытой личности исходная личность Талии Винтерс была уничтожена пробудившейся личностью, а сама она была отозвана на Землю.
О её дальнейшей судьбе ничего неизвестно. Хотя сотрудник Пси-надзора Альфред Бестер и обмолвился, что Винтерс была подвергнута полному исследованию и вскрытию сразу по возвращении на Землю, не исключено, что это было сказано лишь для того, чтобы возбудить сильные эмоции у офицеров станции, что облегчило бы сканирование их мыслей.

### Маркус Коул
Ма́ркус Ко́ул (англ. Marcus Cole) — персонаж во вселенной научно-фантастического телесериала «Вавилон-5».

#### Биография персонажа в сериале
Родился в горнодобывающей колонии Аризия, вся его семья выполняла опасные работы в шахтах. Его брат Вильям покинул колонию и стал Рейнджером. Приехав домой, Вильям был убит во время нападения Теней на колонию. Маркус был одним из немногих (если не единственным) выживших после нападения. После смерти брата Маркус присоединился к Рейнджерам.
Свирепый боец и человек с недюжинным чувством юмора, Коул близко сошёлся с доктором Франклином. Защищая Деленн, он вызвал Неруна на поединок, и, несмотря на то, что проиграл, добился своей цели и завоевал уважение Неруна.
Коул был влюблён в Сьюзен Иванову, хотя отношения между ними так и не сложились. Многое указывает на то, что Сьюзен имела множественный тяжёлый опыт в предыдущих отношениях. Позже, когда Иванова была тяжело ранена во время атаки земной эскадры в битве за освобождение Земли от тирании президента Кларка, Маркус доставил её на «Вавилон-5» и использовал инопланетный аппарат, позволяющий перекачивать жизненную энергию от одного живого существа другому. Он пожертвовал своей жизнью ради её спасения и в итоге впал в кому. Его тело, по просьбе Сьюзен, было заморожено в криогенной камере, на случай, если в будущем появится возможность оживить его.

#### Дальнейшая судьба
Согласно событиям, описанным в литературных продолжениях, признанных каноническими, после заморозки Маркуса, Ивановой и Делен был учрежден трастовый фонд, чтобы обеспечить Маркусу безбедное существование после пробуждения.
Через 300 лет был найден способ вылечить Маркуса; пробудившись, он тратит все деньги фонда на клонирование Ивановой и перенос части воспоминаний из матрицы памяти (все воспоминания до окончания битвы) в её сознание. Имитируя аварию корабля, он остаётся с клоном Ивановой на необитаемой планете.

## Второстепенные персонажи
- Альфред Бестер (Alfred Bester) (англ. — Walter Koenig)
- Морден (Morden) (англ. — Ed Wasser)
- Дэвид Корвин (David Corwin) (англ. — Josh Coxx)
- Лорд Рифа (Lord Refa) (англ. — William Forward)
- Лориен (Lorien) (англ. — Wayne Alexander)
- Нерун (Neroon) (англ. — John Vickery)
- Та’Лон (Ta’Lon) (англ. — Marshall Teague)
- Император Картажье (Emperor Cartagia) (англ. — Wortham Krimmer)
- Регент Вирини (англ. — Damian London)
- Кош (Kosh) (озвучивание: англ. — Ardwight Chamberlain)
- Затрас (Zathras) (англ. — † Тим Чоут[англ.])

### Мэттью Гидеон
Мэттью Гидеон — персонаж из научно-фантастического телесериала «Крестовый поход», дочерний сериал «Вавилона-5». Гидеон является капитаном военных сил Земного Альянса и командиром «Экскалибура» — тяжёлого крейсера класса «Победа».
Гидеон был лично выбран президентом Межзвёздного Альянса Джоном Шериданом (личным кумиром Гидеона) командовать новейшим крейсером Земного Альянса для поиска лекарства от чумы дракхов. Гидеон был избран благодаря его умению разумно рисковать и решительности и нетерпению к дипломатии ради дипломатии.

#### История персонажа

##### «Цербер»
За 10 лет до событий сериала, энсин Гидеон служил на «Цербере», разрушителе класса «Омега». Капитан корабля послал его выйти в открытый космос в скафандре и отремонтировать повреждённые корабельные двигатели. Пока Гидеон находился вне корабля, «Цербер» был атакован и уничтожен вышедшим из под контроля кораблем — продуктом неудачной попытки создать гибрид технологий людей и Теней, оставив Гидеона в глубоком космосе. Гидеона спас техномаг Гален. Рассказу Гидеона на Земле не поверили, и всё списали на взрыв термоядерных реакторов на борту «Цербера» и нехватку кислорода в скафандре Гидеона.

##### Нападение дракхов
Позже, Гидеон назначен командиром научным кораблём класса «Исследователь». Приняв экстренный вызов с Земли, он совершил гиперпространственный прыжок, но прибыл слишком поздно — Битва за Землю была окончена. Флот Земного Альянса и союзников понёс немалые потери — из них только одних земных кораблей погибло и было выведено из строя более 200. Но это ещё не было самым ужасным — дракхи отступая вбросили в атмосферу Земли смертоносную чуму, которая уничтожит население планеты (10 миллиардов) через 5 лет.

##### «Экскалибур»
Гидеона отозвали на Марс, где его перевели на линейный крейсер «Экскалибур». К кораблю также приписали лучших учёных и археологов Земного Альянса, при этом Гидеон потребовал, чтобы его помощник — лейтенант Джон Мэтсон — также был переведён на «Экскалибур». Хотя сенатор МакКуэйт противился этому выбору (Мэтсон — телепат), Гидеон потребовал, чтобы выбор экипажа оставался за ним. Затем он встретился с Дуриной Нафил, которая потребовала, чтобы и её взяли в команду. У сенатора не было выбора, кроме как согласиться с решением Гидеона, ведь его кандидатура была утверждена президентом Шериданом.
В первом же полёте «Экскалибур» принимает сигнал бедствия от археологической экспедиции, на которую напали дракхи. Гидеон и Дюрина встречают на планете гениального археолога Макса Айлерсона, который также является и талантливым лингвистом. Гидеон приглашает Айлерсона к участию в экспедиции. Тогда же Гидеон опять встречается с Галеном, который был изгнан из своего ордена за то, что он предупредил Шеридана о грядущей атаке дракхов на Землю («Призыв к оружию»).

### Альфред Бестер

Альфред Бестер

Альфред Бестер (англ. Alfred Bester) — персонаж научно-фантастического телесериала «Вавилон-5», сыгранный актёром Уолтером Кёнигом. Автор сериала Джозеф Майкл Стражински назвал персонаж в честь писателя-фантаста Альфреда Бестера, в чьих произведениях телепатия была повторяющимся мотивом.
Бестер — агент пси-надзора с телепатическим уровнем П12.

#### История персонажа
История рождения, жизни и смерти Альфреда Бестера описана в трилогии о Пси-корпусе, написанной Грегори Кейсом (Gregory Keyes). В книге упоминается, что Бестер был назван в честь писателя-фантаста Альфреда Бестера, который также существовал во вселенной «Вавилона-5», своим дедом Кевином Вацитом.
Его родители Мэттью и Фиона Декстер были лидерами подпольного движения сопротивления Пси-корпусу. Оба они были убиты агентами корпуса по приказу директора Кевина Вацита, отца Фионы Декстер. После смерти родителей Альфред Бестер воспитывался как член Пси-корпуса, не зная (и не желая знать) правду о своих настоящих родителях.
Будучи телепатом уровня П12, наивысшего из естественных уровней человеческой телепатии, он вступил в ряды Пси-надзора и вскоре после этого арестовал и убил Стивена Уолтерса — своего крёстного отца и соратника родителей по борьбе с Пси-корпусом. Когда Уолтерс раскрыл Бестеру, кем были его родители, Бестер был взбешён и расстрелял Уолтерса из плазменного пистолета. Бестер пережил сильный психический шок, вызванный злостью, чувством вины и отказом признать правду, который повлёк за собой возникновение ментального блока. В результате его левую руку (с которой он стрелял в Уолтерса) парализовало.
В сериале Бестер поначалу согласился сотрудничать с Джоном Шериданом в войне с Тенями. Однако, потом он повернулся против него и подверг Майкла Гарибальди телепатическому программированию, используя технологию проекта «Спящий». Впоследствии Гарибальди использовали как скрытого агента для разоблачения заговора против Корпуса и пленения Шеридана. Гарибальди удалось избавиться от телепатической программы, но некоторые ментальные блоки, не позволяющие убить Бестера, остались.

#### События после сериала
После войны телепатов Альфред Бестер был объявлен в розыск за совершение военных преступлений. Было запланировано появление Бестера в эпизоде «Value Judgments» сериала «Крестовый поход» (Crusade) сценарий для которого написал Дж. Грегори Киз (J. Gregory Keyes), в котором Бестер находится в бегах, скрываясь от агентов Гарибальди.
Он провёл несколько лет в бегах, пока не прибыл в Париж, где у него возник роман с владелицей бара, которую звали Луиза. Однако Майкл Гарибальди выследил его. Бестер предстал перед судом по обвинению в военных преступлениях и был осуждён на пожизненное заключение в тюрьме, где он должен был принимать медикаменты, подавляющие его телепатические способности.
Следующие 10 лет он провёл в тюрьме особо строгого режима и скончался вскоре после смерти Джона Шеридана в 2281 году.
Перед своей смертью в тюрьме Альфред Бестер увидел открытие памятника Мэттью и Фионе Декстер, стоящих с грудным ребёнком на руках, который, как думала общественность, погиб вместе с родителями, и который на самом деле был Альфредом Бестером. Альфред перед самой своей смертью поразился той ужасной иронии судьбы, которая заставила заключённого пожизненно за уничтожение телепатов-беглецов смотреть на открытие памятника самому себе в качестве телепата-борца за свободу перед ничего не подозревающей толпой.

### Регент Вирини
Министр Центавра Вирини — персонаж вселенной научно-фантастического сериала Вавилон-5. Представитель расы центавриан, Вирини — министр Центаврского Императорского Двора и позднее становится Регентом Центавра.

#### Министр Вирини
В качестве министра, Вирини часто служил приказчиком при Императорском Дворе, доводя приказы Императора до послов Республики Центавра. Он обладал изысканными манерами и был совершенно непьющий человек («Трезвость была его единственным пороком», — говорил о нём Лондо Моллари). Он служил на посту Министра долгие годы, он мог вспоминать Лорда Джано маленьким ребёнком, которого нянчил Император Турхан; Лондо Моллари знал его с момента своего первого визита к Императорскому Двору.
В начале четвёртого сезона он предостерегает Лондо от высказываний против Императора после прибытия флота Теней на Приму Центавра. Он утверждает, что у Картажье есть тайная комната, а в ней стол, на котором, расположенные по кругу, покоятся головы министров из Центарума, которые были не согласны с ним.

#### Регент Вирини

##### Влияниедракхов
После удачного политического убийства — уничтожения Императора Картажье, Премьер-Министр Лондо Моллари информирует Вирини о том, что тот избран на пост Регента Центавра, и что он будет находиться на этом посту вплоть до того момента, когда Центарум четко определится с мыслями и идеями относительно заполнения существующего вакуума государственной власти. Практически сразу же Регент Вирини попадает под влияние Дракхов, которые, естественным образом потерявшие свою мнимую (или реальную?) силу, будучи под властью и в услужении у Теней, теперь вынашивают планы возврата как минимум определённого влияния в галактике, и, как максимум, уничтожения всех возможных противников и фактического управления цивилизованной частью межпланетного сообщества. Но, на тот момент единственное, что их интересует на Центавре — месть посредством разрушения самого Центавра.
Впоследствии Регент Вирини становится крайне угнетенным, как морально, так и физически. Он разговаривает сам с собой, привыкает к постоянному употреблению крепких спиртных напитков и однажды, будучи в крепком подпитии, даже приказывает Императорской Гвардии убить себя, утверждая, что он — не он. Дракхи контролируют Вирини посредством Стража — паразитической формы жизни, которая покоится у него на плече и, возможно, через телепатическую связь полностью отдаёт своего хозяина под власть контролирующих её саму Дракхов. Простейшие документы — такие, как отчёты об общем состоянии Имперского Флота и прочие подобные документы, приобретают пометку «Совершенно Секретно», становясь документами, предназначенными только для глаз Регента.

##### Результаты влияния и последствия
Вирини приказывает Центаврскому Флоту начать тайные грабительские рейды на торговых путях Межзвёздного Альянса для создания атмосферы нестабильности и недоверия внутри самого Альянса. Факт принадлежности кораблей грабителей к Имперскому Флоту, будучи практически сразу же раскрытым, немедленно приводит к развязыванию войны Центавра и Межзвёздного Альянса, и, к концу пятого сезона сериала, объединённые военные силы Дрази и Нарна наносят разрушительные удары по Приме Центавра, что приводит к большому количеству жертв среди мирного населения планеты.

##### Смерть Регента Вирини
В эпизоде «Падение Примы Центавра» Регент представляет дракху Лондо Моллари. Дракх объясняет, что они были слугами Теней и изоляция Центавра — их месть Центавру. Если Лондо не согласится служить им, дракхи приведут в действие атомные бомбы по всей планете, тем самым убив миллионы мирных жителей. Лондо соглашается, и Страж покидает Регента, который умирает на руках Моллари. Лондо Моллари становится Императором Центаврской Республики.

### Кош

Кош

Кош (англ. Kosh) — персонаж научно-фантастического сериала «Вавилон-5».
Под именем Кош в сериале существовало два персонажа — Кош и Улкеш, пришедший на место погибшего Коша.

#### Кош Наранек
Кош Наранек (Стражински обращал внимание, что «Наранек» это не часть имени, а титул) являлся послом Ворлона на космической станции «Вавилон-5» с 2257 года до своей смерти в 2260 (или 2261) году.
Как представитель своей родины Кош имел абсолютную поддержку со стороны Империи Ворлон. Возможно, никогда не станет известно, почему именно он был избран (или вызвался) быть послом на станции Вавилон-5. События, связанные с его прибытием в 2257 году, поставили под угрозу само существование станции, а также имели шанс уничтожить Командующего станцией Джеффри Синклера.
По прибытии его транспорта, его приветствовал Синклер, протянув руку для пожатия. Кош, в ответ, также протянул «руку», или заменяющий руку манипулятор, видимо, связанный биотехнологиями с его телом. Однако, вместо Синклера на месте командора оказался минбарец из клана Клинков Ветра, пытавшийся убить ворлонца. В тело Коша через соприкосновение попал яд флоразин. Кош был оставлен умирать своими соплеменниками, строжайше запретившими вскрывать скафандр Коша по только им известным причинам (позднее, причины раскроются). Также ворлонские силы требовали выдать им Синклера для транспортировки на Ворлон для судебного процесса.
Доктор Бенджамин Кайл решил пойти на риск и вскрыл защитный скафандр ворлонца. Объясняя, что без знания места проникновения яда лечение невозможно, доктор нарушил запрет Ворлона. Попросив недавно прибывшую на станцию молодую телепатку из Пси-Корпуса Литу Александер просканировать сознание ворлонца, чтобы узнать способ отравления, он выполнил необходимое лечение.
Лита опознала Джеффри Синклера как отравителя посла, однако в ходе дальнейших разбирательств была установлен истинный убийца — минбарец, пользовавшийся «сеткой хамелеона» — голографической маскировочной системой, позволяющей принимать облик любого другого гуманоида. В ходе боя с Синклером и Гарибальди он был смертельно ранен и активировал вмонтированное в тело взрывное устройство, что повлекло ощутимые, но не критичные разрушения на станции. Перед смертью минбарец сообщил Синклеру, что у него «дыра в памяти» — отсутствуют воспоминания десятилетней давности, когда во время «Битвы на Рубеже» его допрашивали Деленн и Серый Совет.
Однако, мотивы попытки минбарца убить посла Коша подробно не раскрываются.
С командного центра станции осуществлялась прямая трансляция боя с минбарцем-отступником на флагман ворлонцев, прибывших этапировать Синклера для суда на территорию империи Ворлон. Угроза уничтожения станции миновала, флот Ворлона ушёл.
Кош (бо́льшая его часть) был убит Тенями в 2260 году, после того, как ворлонцы вступили в Войну Теней. Перед смертью Кош успел «расщепить» себя и поместить свою часть в сознание Джона Шеридана, о чём тот окончательно узнал только после своей смерти и воскрешения в 2261 году.
Эта часть Коша погибла в бою с Кошем II Улкешем.

#### Улкеш (Кош II)
В 2259—2260 годах Улкеш являлся послом Ворлона на Минбаре. После смерти Коша Улкеш заменил его на должности посла на «Вавилоне-5». Прибыв, он сразу принял имя Кош, таинственно заявив «мы все Кош», возможно в целях скрыть смерть своего предшественника (это имело шансы на успех, мало кто видел ворлонца без скафандра). Высокомерный и заносчивый, не исключено, что именно он стал причиной того, что ворлонцы принялись уничтожать союзников Теней (даже вынужденных или непреднамеренных). Улкеш отказался покинуть станцию, даже когда ворлонцы начали боевые действия против планет, дружественных по отношению к станции. Он был убит частью Коша, остававшейся в сознании Шеридана, при поддержке Литы Александер и Изначального Лориена.

Хотя никто никогда не видел истинного облика ворлонца, Синклер при взгляде на их скафандры признал, что его впечатление могло быть реакцией на резкие и зловещие линии массивного блестящего шлема Улкеша, контрастирующего с одеянием Коша. 

Нет, это было нечто большее. Он просто почувствовал что-то, тьму, исходящую от этого ворлонца, и именно это было ему неприятно. Это был всего лишь второй ворлонец, которого ему довелось увидеть. Он гадал, верно ли это впечатление. Хотелось бы знать, кто из этих двоих является наиболее типичным представителем этой расы. 

— Важно помнить: у каждой двери две стороны. 

Это был Кош, внезапно и как нельзя кстати. Все присутствующие, включая и другого ворлонца, повернулись к Кошу. Минбарцы кивнули, как будто Кош сказал нечто весьма глубокомысленное. 

Синклер увидел, что ворлонцы переглянулись между собой, словно беззвучно обменявшись мнениями. Было ли это признаком несогласия? Синклер не знал. —

### Лорел Такашима
Лорел Такашима — персонаж научно-фантастического сериала «Вавилон-5», изображенный актрисой Томитой Тэмлин (англ. Tomita Tamlyn). Единственное появление персонажа случилось в пилотном эпизоде сериала — «Вавилон-5:Встречи».

#### Описание персонажа
Лорел Такашима встретила Джеффри Синклера на своей работе, в службе безопасности Колонии Марс. Из-за «проблем» с честностью и отказом получать взятки на одной из коррумпированных колоний она временно не могла получить работу — с ней невозможно было договориться преступникам и теневым торговцам. Из-за отсутствия денег она стала сама нарушать многие правила Земного Альянса. Синклер согласился покровительствовать ей и помочь найти лучшую работу, если она согласится привести свои отношения с законом в порядок.
При назначении командором на станцию «Вавилон-5» Синклер запросил себе в качестве первого офицера именно Лорел Такашиму, кем она и стала.
После случившейся на борту станции попытки покушения на посла Коша Лорел Такашима была отозвана на Землю, после чего она была назначена командующей исследовательской миссией к пределам известного космоса. Её место было занято лейтенантом Сьюзен Ивановой в 2258 году.

### Морден
Морден, роль которого исполнил Эд Вассер, является вымышленным персонажем научно-фантастического сериала «Вавилон-5». В сериале играет роль антагониста по отношению к положительным персонажам.

#### Персонаж
Морден является представителем стороны Теней, которых он называет своими «союзниками». Внешне неизменно вежливый и благородный, он представляет скрытые опаснейшие силы Вселенной. Любое его общение охраняется/наблюдается двумя скрытыми Тенями, сопровождающими его всегда и везде.
«Обработанный» Тенями после захвата во время экспедиции на За’ха’дум, он по собственной воле принял их философию хаоса и эволюционного роста через конфликт. При нападении Морден отбрасывает всякий намёк на дружелюбие, открыто угрожая всякому, кто представляет опасность для него или его союзников.

#### Исследовательский корабль «Икар»
Морден был членом земной экспедиции на корабле «Икар», которая должна была исследовать За'ха'дум в 2256 году. Будучи на планете, экспедиция, включавшая также жену Джона Шеридана Анну, разбудила Теней, в результате чего все члены экспедиции были либо убиты, либо стали слугами Теней, либо стали живым материалом для их космических кораблей. В отличие от Анны, которая отказалась служить Теням и была помещена в один из кораблей, Морден принял доктрину Теней и стал их эмиссаром. Морден сделал это, потому что Тени обещали освободить его семью, захваченную в гиперпространстве, когда их корабль был разрушен при взрыве зоны перехода; опасаясь за их жизни, Морден (чьё имя ни разу не было названо) предпочёл служить Теням любыми методами, которые будут им нужны. Неизвестно, выполнили ли Тени своё обещание по освобождению семьи Мордена.
После своего возвращения на «Вавилон-5» Морден постоянно сопровождался двумя Тенями, которые были готовы убить любого, кто угрожал ему. Они обычно скрывались в невидимости; однако, их высокие голоса (которые Морден мог понимать) могли иногда быть слышны другим расам, а их внешний вид иногда мог быть виден с помощью камер слежения, чувствительных в инфракрасном или ультрафиолетовом диапазонах.
Они были, в конечном счёте, убиты двумя охранниками центавриан, которые повиновались команде Лондо Моллари выстрелить в то, что, казалось, было пустотой с обеих сторон Мордена. Морден был казнён на Приме Центавра, его голова была надета на шест, а Вир Котто помахал ему рукой на прощанье.

#### Вавилон-5
Во время своего первого появления как Мордена (Эд Вассер впервые появился на «Вавилоне-5» как Гуерра, член команды мостика станции Вавилон-5 в пилотном фильме «Собрание»), в эпизоде Пророчества и предсказания, Морден посетил посла Г'Кара с Нарна, посла Деленн с Минбара и посла Лондо Моллари с Центавра, задавая каждому из них «вопрос теней»:
Что вы хотите?
Г'Кар ответил, что ему бы хотелось отомстить центаврианам, но поскольку нарн не задумывался о том, что будет после этого, его ответ не удовлетворил Мордена. (Можно сказать, что после союза Теней с Центавром и разрушения Центавра слугами Теней, желание Г’Кара было удовлетворено). От Деленн он не получил ответа, поскольку та почувствовала его тьму и потребовала оставить её.
Морден также искал союзников среди людей через Коммандера Джеффри Синклера. Однако, его отпугнул посол Кош, который сказал ему (или, скорее, его «союзникам»), что «они не для вас». Однако, это не остановило Мордена в его поисках союзников-людей, таких как Морган Кларк и другие высокопоставленные руководители Земного Альянса. Морден, возможно, имел отношение к убийству президента Сантьяго, что позволило Кларку стать президентом Земного Альянса.
Однако, Лондо Моллари дал такой ответ Мордену и его «союзникам»: восстановить славу и силу великой Центаврианской Республики. Вскоре после этого Тени атаковали корабль налетчиков, похитивших у Лондо бесценную имперскую драгоценность — Центаврианское Око. В следующий раз, когда мы видим Мордена, он возвращает Око остолбеневшему Лондо и предлагает помощь своих союзников: если Лондо понадобится когда-нибудь что-то сделать, ему следует просто попросить.

#### Конфликт Нарна и Центавра
Первоначально Лондо был против идеи советоваться с Морденом. Однако, в ситуации с погибшим аванпостом нарнов в 2258 г. Лондо увидел возможность ударить по нарнам с помощью Теней, и в то же время увеличить свой престиж и отомстить за более раннее действие Нарна. Он обращается к Мордену за помощью, и три корабля Теней нападают на аванпост нарнов, полностью разрушая его.
С этого момента Лондо оказывается в ловушке своего союза с Морденом и своего новообретенного престижа в глазах правительства Центавра, а Морден становится менее дружелюбным и более манипулирующим, особенно после конфронтации с помощником Лондо, Виром Котто. Когда Морден спрашивает Вира, отчасти в насмешку: «Что ты хочешь?», он получает такой ответ:
Мне бы хотелось дожить до того момента, когда вашу голову отрубят и насадят на пику, как предупреждение для последующих десяти поколений, что некоторые одолжения бывают слишком дороги. Я посмотрю в ваши безжизненные глаза и помашу, вот так (улыбается и машет Мордену). Не могли бы вы и ваши союзники устроить это для меня, мистер Морден?
Однако, Тени продолжают оказывать помощь Лондо. Эта помощь достигает кульминации во время защиты Тенями продовольственных доставок на Центавр во время убийства нарнов, что позволило Центавру нанести прямой удар по Нарну, устроив разрушительное убийство, приведшее к скорой сдаче нарнов.

#### Война с Тенями
После этого Лондо попытался освободить себя и Центавр от союза с Тенями, поделив власть над галактикой с мистером Морденом. Однако, Морден просто начал помогать Лорду Рифа, помощнику Лондо, пока озабоченный Лондо не ввёл в Лорда Рефу первую порцию бинарного яда (яд, срабатывающий при двух компонентах, и практически не выводимый и необнаруживаемый), дабы остановить его от дел с Морденом. На этом этапе Морден стал откровенно враждебен и агрессивен по отношению к Лондо, и отравил возлюбленную Лондо, Адиру, убедив Лондо, что это дело рук Лорда Рифа. Лондо, не подозревая об обманчивых и смертоносных манипуляциях Мордена, уничтожил Лорда Рифа и согласился вновь работать с Морденом.
После путешествия Джона Шеридана на За’Ха’Дум, во время которой Анна и Морден безуспешно пытались убедить Шеридана присоединиться к Теням, Тени были разобщены. Лондо отозвали в столицу Прайма Центавра, якобы чтобы получить должность министра безопасности, где он встречает Мордена, обезображенного ядерными взрывами Шеридана, которому помогли техномаг Гален и спас жизнь Лориен. На этой встрече Морден рассказывает Лондо, что Император Картажье дал Теням убежище — остров на родной планете центавриан, и Министр безопасности должен быть связующим звеном между Морденом и центаврианами. Но учитывая кампанию Ворлон по уничтожению в галактике всего, что имело дело с Тенями, Лондо предстоял сложный выбор — убрать Теней с планеты и убить императора, либо смотреть, как его планета будет уничтожена.
Лондо выбрал первое, и после того, как Картажье был уничтожен, он стал временным премьер-министром и главой Центавриан. После этого он узнал, что Морден стоит за смертью его возлюбленной, Адиры. Взбешенный Лондо решается на открытый конфликт с Морденом, и через короткое время уничтожает остров вместе с базой Теней. Перед самым ударом Ворлона, Лондо убивает и самого Мордена.

#### Текущее положение
Морден был убит и обезглавлен Лондо в 2261 году, когда полностью уничтожалось влияние Теней на Центавра Прайм. Его голова была посажена на пику и установлена на королевских землях Центавра как подарок от Лондо его помощнику, Виру Котто, так как Вир угрожал именно этой судьбой Мордену. Казнь Мордена также стала кульминацией второй части пророчества о пути Лондо к императорству, так как он должен был «Убить того, кто уже мёртв».
Морден, однако, появился в последний раз в День Мертвых, священный праздник расы Бракири, в 2262 году, когда мёртвые могли быть с живыми. В эту ночь Морден появился у помощника и друга Деленн, Леньера. Леньер, узнав Мордена, отказался с ним общаться из-за того, что видел в нём только посла Теней. Леньер перешёл в медитацию и пренебрёг возможностью получить новые знания. Морден, однако, не замолчал и рассказал, возможно, самое важное сообщение той ночи: Ленньер предаст Рэйнджеров.
Все персонажи, отвечавшие на «вопрос теней», получили ровно то, что хотели, однако только Вир получил от этого удовольствие. Лондо стал уважаемым человеком с невероятной властью (Императором Центавриан) и его люди увидели «Ренессанс Власти», но по иронии судьбы, он правил в итоге практически разрушенным миром. Г’Кар хотел мира между Центавром и Нарном, но это вышло в результате неимоверных жертв с обеих сторон и Нарны не смогли найти явную цель для существования после того, как Центавр был побеждён. Вир же хотел чтобы Морден и его соратники ушли и никогда не возвращались на Центавр, Тени в итоге ушли за предел.

### Диус Винтари
Принц-регент Диус Винтари — персонаж из вселенной научно-фантастического сериала «Вавилон-5». Персонаж присутствует в первой серии спин-оффа сериала, названном «Затерянные сказания», которая, в свою очередь, называется «Голоса во тьме».

#### Биография и события
Диус Винтари — сын императора Центавра Картажье, и является третьим в очереди на престол Центавра претендентом, сразу после Вира Котто, который убил его отца. Эти события отражены в самом сериале. В соответствии с предсказаниями техномага Галена, он станет императором Центавра в 2291 году, приняв трон у Вира Котто.
У Галена было видение относительно будущего Винтари, в котором он видел тот факт, что, став императором, Винтари развяжет войну с Земным Альянсом, которая убьёт миллиарды людей. Гален связывается с Джоном Шериданом для того, чтобы тот принял какие-то меры к преотвращению трагедии, предлагая тому убить Винтари. Шеридан обдумывает и взвешивает это предложение, однако, после личной встречи с принцем-регентом (который крайне молод) он принимает решение взять его под свою опеку и увозит в самое безопасное место для него — на Минбар, воспитав его как своего сына.
Таким образом Шеридан надеется увести развитие событий от того разрушительного финала, который предвидел Гален, направив молодого человека на путь созидания и доверия в жизни. Более того, Шеридан конфронтирует с Галеном, который внешне разочарован решением Шеридана и крушением своего плана, однако же, на самом деле, как истинный техномаг, манипулировал Шериданом для того, чтобы привести его к тому моральному решению, какое он и принял в итоге.

### Брат Тео
Брат Тео — персонаж научно-фантастического телесериала «Вавилон-5». Лидер группы монахов Римской Католической церкви, прибывших на станцию с целью изучения религиозных традиций и культов иных цивилизаций. Появлялся на экране в третьем сезоне сериала.
Брат Тео и его монахи впервые появляются на станции в эпизоде «Убеждения». Группа монахов-бенедиктинцев, прибывшая на станцию, намерена изучать культуры и религии других рас и поддерживать порядок станции, предложив услуги монахов — квалифицированных программистов-техников и инженеров. С разрешения официальных лиц церкви и командования станции они устанавливают постоянную резиденцию ордена Св. Бенедикта на «Вавилоне-5».

#### «Путь через Гефсиманский сад»
Далее Брат Тео появляется в эпизоде «Путь через Гефсиманский сад», когда он уверенно выигрывает у Джона Шеридана в шахматы. Шеридану представляют во время игры другого монаха — брата Эдварда. Вскоре Тео начинает сомневаться в Эдварде, который говорит ему, что слышит голоса и видит какие-то странные видения. Тео просит Гарибальди и Шеридана проверить прошлое своего нового монаха. Однако он не терпит ожидания и начинает проверять сам, в результате чего выясняется, что брат Эдвард — серийный убийца по прозвищу «Чёрная Роза» (англ. Black Rose Killer). После совершения им преступлений, поимки и осуждения, ему стёрли личность и отправили его служить обществу, объявив о смерти убийцы на пожаре (что было лишь легендой прикрытия).
Семьи жертв Чёрной Розы не удовлетворены таким правосудием и возжелали свершить правосудие сами. Используя нанятого ими центаврианского телепата и систему Интеркома (внутренней связи станции), они стерли блоки в памяти, и один из родственников жертв убивает вспомнившего всё Эдварда, который сам вышел к ним.
Перед смертью Эдвард получает прощение от брата Тео в разговоре с ним. После суда над убийцей Брата Эдварда, Тео принимает его новую личность (также изменённую стиранием личности) в орден под именем Брата Малькольма, простив Малькольма за убийство Эдварда.

### Вален
Вале́н (англ. Valen) — легендарный пророк и правитель Минбара, живший за 1000 лет до начала событий сериала. Данный персонаж является одним из центральных, так как его биография является одной из основных тем первых двух сезонов.

#### История
Впервые он появился в 1260 году, во время войны, в которой минбарцы и ворлонцы объединились против Теней. В тот период минбарцы испытывали трудности с координацией сил после уничтожения Тенями космической станции, на которой базировался главный военный штаб. Вален предложил минбарцам другую станцию — перенесеный из 2254 года «Вавилон-4» — для размещения командного штаба. Впоследствии, Вален сильно изменил устройство минбарского общества. Он реорганизовал систему каст, учредил Серый Совет и организацию Анла’Шок (иначе Рейнджеры). Вален был религиозным, военным и культурным лидером. Его почитают члены всех трёх каст, а его именем клялись в течение следующей тысячи лет. Согласно более ранним комментариям Джозефа Майкла Стражински, режиссёра сериала, у Валена не было детей вообще.
По окончании Первой Великой войны вокруг Валена стали возникать вопросы — кто он и откуда. Он и его семья покинули Минбар и скрылись, опасаясь преследований, но его дети, спустя какое-то время, вернулись. После того, как Вален покинул Минбар, о нём ничего неизвестно, даже место и время кончины. Его тело также так и не было найдено. Известно лишь, что Вален — он же Девид Джефри Синклер — прожил после появления в качестве Валена на станции «Вавилон-4» ещё около ста лет.

#### Новое время
В 2260 году стало ясно, что Вален — не кто иной, как Джеффри Синклер, реквизировавший станцию «Вавилон-4» и, с помощью предоставленных Драалом техницизмов и его Великой Машины на планете Эпсилон-3, перенёсшийся сквозь время на 1000 лет назад, чтобы помочь минбарцам в войне с Тенями и воплотить древнее пророчество о «Единственном, Который Был».
Перед путешествием во времени Синклер использовал трилюминарий, чтобы трансформироваться из человека в минбарца («минбарец, рождённый не от минбарцев»). Все его многочисленные потомки несли в себе часть человеческой ДНК. Таким образом, Вален проложил мост между расами людей и минбарцев. Впоследствии, Деленн, одна из «детей Валена» — минбарских потомков Валена — и друг Синклера также использовала трилюминарий для превращения себя в человеко-минбарский гибрид, в попытке восстановить баланс между этими двумя расами.

### Император Турхан
Император Турхан — (англ. Emperor Turhan) — император республики Центавр. После смерти персонажа в 2259 году судьба всей республики сильно изменилась.

#### История создания персонажа
Имя персонажа родилось от имени актёра, который сыграл императора — Турхана Бея. Согласно словам режиссёра сериала, Дж. Майкла Стражински, актёр Турхан Бей пришёл на пробы другой роли. В процессе проб он, однако, настолько понравился режиссёрской группе и самому Стражински, что решено было отдать ему эту, гораздо более подходящую, одну из важных ролей в фильме.

#### Биография персонажа
Турхан принял трон Республики от своего отца, и пробыл на троне приблизительно 30 лет.
В 2257 году именно Турхан назначил Лондо Моллари на должность посла республики Центавр на станции «Вавилон-5». В эпизоде «Пришествие Теней» Турхан обнаруживает, что его здоровье ухудшается, и, прежде, чем умрёт, он решает принести свои извинения народу Нарна за все ошибки, совершённые им и его предшественниками на посту императора республики Центавр — в том числе, и за кровавые завоевания их родины. Воспротивясь всем советам министров, он предпринимает поездку на станцию «Вавилон-5» в 2259 году для того, чтобы доставить своё извинение по адресу — лично послу Г'Кару. Он просит своего близкого друга Малахи остаться на Приме Центавра для обеспечения порядка во время его отсутствия.
Вскоре по прибытии на станцию Турхан переживает подрывающий его силы обширный сердечный приступ. Вскоре становится ясно, что император скоро умрёт. Когда он объявляет, что хочет видеть Ворлона перед смертью, посол империи Ворлон Кош решает исполнить его волю. Турхан спрашивает Коша, как всё окончится, и ворлонец отвечает — «…в огне». Режиссёр сериала Дж. Майкл Стражински особо отметил, что смерть персонажа — из-за сугубо естественных причин, и не явилась следствием покушения.
Тем временем, лорд Рифа и Лондо Моллари просят силы Теней начать атаку аванпостов Нарна. Лорд Рифа также совершает на Приме Центавра заказное убийство Малахи, для уничтожения возможного соперника в борьбе за престол республики. После завершения обоих атак, император Турхан шепчет свои последние слова в уши Лондо: «…вы оба — прокляты…».

#### Последствия смерти. Судьба Центавра
Император Турхан не имеет прямых потомков для наследования трона. Со смертью Турхана и Малахи, чёткого претендента на трон республики не находится, и множественные наследники и дальние родственники императора начинают борьбу за престол, который достаётся племяннику императора Турхана, молодому центаврианину Картажье, который и принимает трон после смерти дяди.

### Император Картажье
Император Картагия или Картажье (англ. Emperor Cartagia) — персонаж научно-фантастического телесериала Вавилон-5. Правитель Центавра в период 2259—2261 гг.

#### Обзор
После смерти императора Турхана в 2259 году, за отсутствием у него прямых потомков, группа заговорщиков во главе с лордом Рифой и Лондо Моллари устранила премьер-министра Малахи как наиболее вероятного соперника и возвела Картажье — племянника Турхана — на престол Центавра. Предполагалось, что он будет лишь номинальным правителем без реальных полномочий, однако, постепенно он захватил всю реальную власть. К этому стоит добавить прогрессирующее безумие, достигшее апогея при его попытке обожествиться, поставив Приму Центавра (столичную планету) на грань уничтожения ворлонцами.
Картажье оказался сумасшедшим и театрально-жестоким правителем. В качестве его эквивалентов в земной истории можно назвать Калигулу и Нерона.

#### Правление Картажье

##### Война с Нарном и последующие завоевания
Вступив на престол, Картажье, идя на поводу у лорда Рифы, развязал войну с Нарном. Вскоре нарнский флот был разгромлен при участии Теней, а столичная планета нарнов была подвергнута планетарной бомбардировке астероидами с помощью масс-драйверов — оружия, запрещённого к применению всеми межрасовыми договорами. Нарн капитулировал и был оккупирован, но на этом Картажье и Рифа не успокоились и, решив вернуть «старые добрые времена» имперской территориальной экспансии, начали несколько военных кампаний против рас, граничащих с Центавром, мотивируя это желанием создать «буферную зону» вокруг центаврианских границ.

##### Вторая Война Теней
В начале 2261 года Картажье вызвал Лондо Моллари на родину и назначил его министром планетарной безопасности. Поначалу, Картажье производил впечатление обыкновенного напыщенного и самовлюблённого фата, окружённого толпой прихлебателей. Однако, вскоре Моллари начал осознавать, что император безумен, особенно когда узнал от Мордена, что Картажье позволил Теням разместить военную базу на Приме Центавра. Моллари поделился своей озабоченностью с другими членами королевского двора и узнал, что несколько членов Центарума (центаврианского парламента) выступили с возражениями против политики Картажье и сразу после этого исчезли и больше их никто не видел. Также были слухи, что Картажье держит головы исчезнувших оппозиционеров в секретной комнате дворца и регулярно с ними беседует. В дальнейшем Моллари обнаружил, что эти слухи правдивы. Когда же Лондо узнал, что ворлонцы уничтожают все планеты, испытывавшие хоть какое-то влияние Теней и сообщил об этом Картажье, тот сказал, что Тени должны помочь ему стать богом, а ворлонцы должны будут превратить Приму Центавра в грандиозный погребальный костёр для Картажье.

##### Падение и смерть
В это же время Г'Кар был схвачен и доставлен на Приму Центавра, где по приказу Картажье подвергался пыткам, иногда с личным участием императора. Моллари и Г’Кар заключили соглашение, по которому Г’Кар окажет Лондо помощь в убийстве императора в обмен на прекращение оккупации Нарна. В рамках этого же плана, Моллари убедил императора этапировать Г’Кара на Нарн для показательного суда и казни, чтобы сломить дух ещё оставшихся там повстанцев. Истинной же целью Моллари было выманить Картажье из дворца, чтобы сделать того уязвимее.
Во время «суда» над Г’Каром, тот, во исполнение договорённости с Лондо, разорвал цепи, которые должны были намеренно ослаблены, но в последний момент заменены на новые и напал на императорскую стражу. Пользуясь тем, что внимание охраны отвлечено, Моллари и Вир Котто, под предлогом обеспечения безопасности увели Картажье в укромное место и ввели ему особый труднообнаружимый токсин, нарушивший работу его сердечно-сосудистой системы и повлёкший за собой смерть, клинически весьма похожую на естественную. После смерти Картажье Моллари был назначен премьер-министром и, выполняя свою часть договора с Г’Каром, отдал приказ войскам и центаврианским оккупационным властям покинуть Нарн.

### Лорд Рифа
Лорд Антоно Рифа (более известный как Лорд Рифа) — вымышленный персонаж, существующий во вселенной научно-фантастического телесериала «Вавилон-5». Созданный на экране актёром Вильямом Форвардом, он стал постоянным персонажем второго плана в первом и третьем сезонах.

#### История персонажа

##### Обзор
Центаврианский политик, лорд Рифа посвятил себя восстановлению былого могущества Республики Центавр, хотя, зачастую, и методами Макиавелли. Он скрытен, сомневается и практически всегда его мысли остаются загадкой для окружающих. По его поведению становится ясным, что в его планы, скорее всего, входит захват трона Республики после того, как он восстановит её силу и могущество.

##### На станции «Вавилон-5»
Впервые лорд Рифа появляется на борту станции вскоре после того, как умирает единственный сын императора Турхана, не оставив после себя потомков, и прервав, тем самым, цепь преемничества трона Республики.
В свой первый визит он ясно даёт понять послу Лондо Моллари, что он говорит от имени целой плеяды политиков и дворян Примы Центавра, которые заинтересованы в приближении к трону после смерти императора Турхана. Так как Лондо достаточно популярен в придворных кругах (популярность получена им после успешных военных вторжений в некоторые приграничные владения других держав, совершённые при сомнительной помощи мистера Мордена), Рифа обращается к нему с просьбой о поддержке и лоббировании интересов этой группы политиков и дворян. Лондо даёт своё согласие — это решение в итоге приводит его к решению собственной судьбы — судьбы императора Центавра.

##### Государственный переворот
Позднее, группа устраивает государственный переворот в тот момент, когда император Турхан наносит дипломатический визит на станцию Вавилон-5. Целью визита Турхана является просьба о прощении со стороны нарнского посла Г'Кара за все великое зло, которое центавриане когда-либо причинили Нарну.
Турхан погибает, прежде чем успевает принести свои извинения и предложить мир Нарну, хотя и успевает пересказать своё послание доктору Франклину, и так информация всё-таки достигает Г’Кара. Ввиду того, что теперь Турхан мёртв и его послание так и не стало общественным достоянием, Рифа использует возможность для нанесения удара, заказывания убийство премьер-министра правительства Турхана, в то время, как Лондо и Рифа вместе присутствуют на прощании с Императором.

##### Нарно-Центаврианская война
Убрав своих политических противников и соперников, Рифа и его сторонники возводят на трон сумасшедшего императора Картажье, открывая, тем самым, дорогу хаосу и тирании в родном мире, и начинают кровавый блицкриг против Нарна. Использовав заключённое Лондо Моллари соглашение между Тенями и центаврианскими силами, Рифа лично возглавляет войну. В конце её, узнав о планах Нарна ответно атаковать Приму Центавра, он отдаёт приказ о ковровой планетарной бомбежке Нарна масс-драйверами (в русском научном языке устройство называется «электромагнитный ускоритель»). В итоге за несколько часов Нарны несут чудовищные потери и сопротивление физически уничтожается.
Рифа не смог бы действовать таким образом без поддержки Лондо, и, хотя Лондо, скрепя сердце, согласился, Рифа прекрасно понимает, что этот случай — последний, когда Лондо действует с ним заодно. Вскоре после этого Тени уничтожают Нарнский флот, в то время, как центаврианские силы бомбардируют масс-драйверами поверхность Нарна, подчиняя его обитателей своей воле или уничтожая их, под взорами Рифы, Лондо и их союзников.

##### Война Теней
После этой победы Лондо сообщает Мордену, что более он никоим образом не нуждается в помощи и содействии со стороны его партнёров, что подталкивает Мордена к идее начала переговоров с Рифой. Когда Морден информирует об этом Лондо, тот чувствует себя виноватым. В попытке предотвратить сговор двух сил Моллари отправляется к Антоно Рифе, в процессе разговора они выпивают по бокалу спиртного, и Лондо сообщает Рифе, что тот якобы отравлен, и что «яд» в его организме — бинарный. Пояснив этот термин (первая часть яда, уже находящаяся организме, не подействует без добавления к ней второй), Лондо заверяет Рифу, что сейчас вторая часть не будет добавлена, если Рифа воздержится от переговоров с Морденом. Разъярённый Рифа понимает, что Лондо одержал верх и обрывает контакты с Морденом.
Морден вновь приходит к Лондо, на сей раз крайне раздраженный фактом вмешательства Моллари в процесс установления контакта между ним и Рифой. Однако, у Лондо нет никаких планов относительно действий с Морденом. Впоследствии Морден убьёт Адиру Тэри — единственную любовь Лондо — ядом центаврианского происхождения, после чего убедит посла Моллари в виновности лорда Рифы. Лондо принимает это за правду, помня о возможности мести Рифы за «отравление». Вновь Лондо начинает сотрудничать с Тенями и Морденом. В конце Лондо сделает что-либо с Рифой, который самолично инициировал начало междоусобных войн «Великих Домов» Рифа и Моллари.

#### Судьба персонажа. Его потомки

##### Смерть персонажа
В ходе развития заговора Лондо, с целью собственной мести и одновременно для поднятия собственного престижа в глазах родного мира, отправляет лорда Рифу на Нарн с целью поймать там Г’Кара — последнего члена довоенного нарнского парламента «Кха'Ри», остающегося на свободе, и якобы разыскивающего на своей родной захваченной центаврианами планете помощницу На'Тот. Истинной же целью остаётся уничтожение Рифы, ответственного за бомбардировку Нарна масс-драйверами, и подставление его в руки Г’Кару и другим сподвижникам Кха’Ри. Кроме смерти Адиры, Лондо также мстит за своего друга Урзу Джаддо, которого Рифа, фактически, подтолкнул к смерти. В итоге Рифа остаётся окружен в нарнских катакомбах людьми Г’Кара и забит ими до смерти. На Вавилоне-5 Лондо представляет доказательства «предательства» Рифы центаврскому министру, завоевав себе популярность при дворе и избавившись от заклятого соперника.

##### Сенна Рифа
В книжной трилогии «Легионы огня», одобренной и подтвержденной на «каноничность» Стражински, приблизительно в 2260 году в руки императора Моллари попадает юная дочь лорда Рифы, Сенна, оставшаяся бездомной сиротой после спровоцированной Дракхами бомбардировки Центавра соединёнными силами Межзвёздного Альянса. Моллари воспитывает её как свою собственную протеже в императорском дворце, даёт ей лучшее образование и все возможности для карьеры. В итоге Сенна Рифа влияет на судьбу всей планеты и цивилизации. Впоследствии император Вир Котто берёт её в единственные жены — из-за любви, а не по каким-либо династическим причинам.

#### Цитаты
- «Ну что ж, за бессмертие можно заплатить и подороже.» (В ответ на предсмертное проклятие императора Турхана)

### Сюзанна Лученко
Сюзанна Лученко (англ. Susanna Luchenko) — персонаж, существующий во вселенной научно-фантастического сериала «Вавилон-5» и его спин-оффов. Стала Президентом Земного Альянса после свержения и последующего самоубийства президента Моргана Кларка. Морган Кларк постепенно превращал президентское правление в диктаторское.

#### Роль в Земном Альянсе

##### Окончание режима Кларка
Президент Лученко играла ключевую роль в процессе окончания преступной политики Кларка, включая его закон о смертной казни, и в процессе восстановления демократических свобод в Земном Альянсе. До этого Лученко представляла Российский Консорциум в Земном Сенате.

##### Первые действия в качестве Президента Земного Альянса
Когда она стала Президентом Земного Альянса, она призвала граждан Земного Альянса к спокойствию, и к недопущению актов мести и жестокости против участников правления режима Кларка. Она призвала людей к следующему:

«…Мы осознаём, что многие из вас хотят отомстить тем, кто причинил нам столько боли и страданий. Мы просим вас прислушаться к лучшему, что есть в вас. Дайте судам время найти и наказать тех, кто в ответе за эти преступления. Лишь тщательное и аккуратное расследование всех фактов позволит нам отделить тех, кто были убежденными защитниками диктатуры президента Кларка от тех, кто был вынужден сотрудничать с ними из-за страха перед расправой… »

По заявлению Лученко, все судебные, законодательные и исполнительные системы власти будут расследовать и искать виновных в произошедших за последнее время событиях, с последующим наказанием тех, кто совершил преступления во время режима Кларка.

#### Крестовый поход
Когда было объявлено о том что Дракхи готовятся уничтожить Землю, капитан Элизабет Локли убедила Лученко стянуть к Земле большой флот для сражения с дракхами, в помощь которому инопланетяне-союзники по Межзвёздному Альянсу прислали свои флотилии. Союзный флот смог учнитожить (точнее «сломать») корабль-планетоубийцу Теней, который Дракхи привели к Земле для атаки, но Дракхи все же смогли вбросить в атмосферу Земли нановирус Теней, который уничтожит все население Земли через пять лет, — время необходимое нановирусу для адаптации к биологии людей. Президент Шеридан предложил свою помощь, и все ресурсы Межзвёздного Альянса были направлены на поиски выхода из сложившейся ситуации. За оставшееся время команда нового земного корабля класса «Виктори» «Экскалибур» сумела найти противоядие от чумы дракхов.

### Нерун
Неру́н (англ. Neroon) — персонаж, существующий во вселенной научно-фантастического телесериала «Вавилон-5».

#### Личность и судьба
Нерун — минбарец, член касты воинов, принадлежит к клану Звёздных Всадников. Ученик великого минбарского полководца Бранмера и практика боевых искусств Дархана, принадлежавших к Касте Жрецов.
Нерун подозрителен и недоверчив, никогда не был сторонником религиозного фанатизма и крайне прохладно относится к касте жрецов. Согласен признавать свои ошибки, в случае возникшей необходимости готов к компромиссам в действиях. Умен, ироничен, склонен к самоиронии.
После трансформации Деленн в 2259 году, её вывели из состава Серого Совета и Нерун занял её место, создав тем самым дисбаланс в кастовом составе совета впервые за всю его историю (Деленн принадлежит к касте жрецов и заменить её должен был жрец).
Несмотря на разногласия с Деленн (едва не повлёкшие за собой её смерть), впоследствии Нерун многое сделал для прекращения разразившейся гражданской войны на Минбаре. Нерун сумел увидеть негативные последствия кастового раскола, несмотря на преданность воинской касте. В 2261 году, во время испытания Звёздным Огнём, погиб, спасая Деленн и честь своей касты. Перед смертью объявил о переходе в касту жрецов.

### Байрон
Байрон — телепат высшего, П12 уровня, скрывающийся от Пси-корпуса.
Байрон был главой телепатов, сбежавших от корпуса Пси и ищущих место для основания колонии. С этой целью он и его люди появляются на Вавилоне-5. С просьбой об основании колонии они обращаются сначала к капитану Локли, но получают отказ. Однако после того, как один из телепатов спасает во время инаугурации жизнь Президенту Межзвёздного альянса Джону Шеридану, последний разрешает группе основать колонию в коричневом секторе. Байрон активно проповедует свои взгляды своим единоверцам и Лите Александер, которая, несмотря на форму и значок Пси-корпуса, в душе активная его сторонница. Она помогает телепатам медикаментами, а впоследствии вступает с Байроном в сексуальную связь. Во время этой связи телепаты узнают, что они — продукт генетических экспериментов Ворлона. Тем временем на станции появление телепатов обеспокаивает определённые слои населения. На колонистов нападают и жестоко избивают. Несмотря на увещевания Байрона, который — убеждённый сторонник неприменения силы, другие мстят за своих товарищей. В результате появления Пси-надзора на станции группа телепатов во главе с Байроном, все надежды которого решить дело мирным путём и добиться от Межзвёздного Альянса защиты рухнули, кончает жизнь самоубийством. Другая группа захвачена Пси-корпусом.

### Затрас
Затрас — персонаж научно-фантастического сериала «Вавилон-5». Изображенный актёром Тимом Чоут, он представляет одного из десяти существовавших во вселенной сериала подобных персонажей с одним именем, которые появлялись в различных эпизодах сериала.
Название родного мира Затраса и его принадлежность к какой-либо расе гуманоидов никогда не была установлена; в эпизоде «Война без конца» (англ. «War Without End»), Затрас изображается живущим на планете Эпсилон 3 и помогающим обслуживать сложнейшие системы Великой Машины, вместе с другими представителями своей расы, хотя и нет ни одного свидетельства в сериале, указывающего на то, что это их родной мир.

#### Общие данные
Старейший из Затрасов был самым старым из живущих на Эпсилоне-3 техников-наблюдателей за Великой Машиной, при первом появлении на экране находящимся в услужении таинственному и мистическо-мессианскому «Единственному».
Выглядящий, как слегка покрытый шерстью, слегка походящей на его лице на густые бакенбарды, Затрас был всецело занят доставкой и обслуживанием технологий, выдававший реплики вроде:
Затрас используется как вьючное животное, в услужении нуждам других людей. Очень грустная судьба. Возможно, очень грустная смерть. Но, в конце концов, тут есть симметрия.
или такое изречение:
Никто никогда не слушает бедного Затраса, нет, он сумасшедщий, они говорят. Это хорошо, что Затрасу все равно, ему это даже начало нравиться
Реплики Затраса были наброском-карикатурой на своеобразный стиль общения бабушки Дж. Майкла Стражинского, плохо говорившей по-английски. Однако же, актёр лишь изобразил Затраса, не добавив в эту роль ничего лишнего, выходящего за пределы прописанной роли.
Также он всегда упоминает самого себя в третьем лице, хотя, временами, он ссылается не на собственные деяния, а на поступки и мысли своих собратьев — например, в те моменты, когда Затрас упоминает тот факт, что всего Затрасов — 10. Данный факт раскрывается вторым Затрасом — младшим братом старшего, самого первого в сериале Затраса; второй Затрас лишь однажды появляется в эпизоде. Он объясняет, что различать Затрасов можно по способу произношения ими своего имени — (Зат-рас, З-атрас и т. д.).

#### Первое появление в сериале
Первым появлением Затраса в сериале можно считать упоминание о том факте, что старший Затрас путешествовал в прошлое — на 1000 земных лет назад, на борту Вавилона-4 под командованием Джеффри Синклера, который, во время путешествия трансформировался в легендарного минбарского религиозного и военного лидера и реформатора Валена для того, чтобы помочь минбарцам одержать важную для развития сообщества рас галактики победу в войне против Теней. Судьба первого Затраса неизвестна, вследствие принятия минбарцами Синклера как Валена.

### Мэриэл
Мэриел (англ. Mariel) — третья жена Лондо Моллари. В седьмой серии второго сезона стала невольной виновницей отравления Лондо. Однако данное происшествие позволило ему выбрать, какую из 3 жён оставить в качестве своей официальной супруги.
В основном, история персонажа раскрывается в книгах «Центаврианской Трилогии». Так, становится известна предыстория отношений Мэриель с Дурлой, впоследствии ставшим одной из основных фигур, виновных в падении Центавра, также раскрывается жизнь Мэриель, которая, в перспективе, могла стать женой старшего брата Дурлы, Соллы, также супругой лорда Рифа, но, в итоге, род Мэриель предпочел породниться с домом Моллари.

### Дукхат

Дукха́т — один из величайших в истории правителей минбарцев и наставник Деленн.
С его именем связано начало войны между Землёй и Минбаром. Первый контакт между людьми и минбарцами закончился трагично. Встретившись в космосе с земной флотилией, минбарские корабли открыли орудийные амбразуры в знак уважения. Дукхат, осознав, что земляне могут истолковать это как враждебный акт, приказал закрыть их, но было поздно. Вдобавок сканирующие системы минбарцев заблокировали некоторые системы земных кораблей, в том числе часть системы гипердвигателей, сделав крайне сложным уход в гиперпространство. Капитан корабля Земного Альянса Янковский запаниковал и открыл огонь. 

В результате стычки Дукхат погиб. Минбар объявил Земле священную войну, в которой погибли более 250 000 человек и некоторое сравнительно малое количество минбарцев.

### Морган Кларк
Морган Кларк — персонаж научно-фантастического телесериала «Вавилон-5».

#### Период правления администрации Кларка

«Герб Президента Земного Альянса»

В 2260 году Земной Альянс был ввергнут в гражданскую войну, развязанную с целью установления Президентом Морганом Кларком личной диктатуры. Началом обратного отсчёта стало заключение тайного договора между Пси-Корпусом и Вице-Президентом Кларком о содействии последнему в физическом устранении Президента Луиса Сантьяго путём диверсии на «Борту Номер 1» флота Земного Альянса.
Во Втором сезоне Земной Альянс оказывается втянутым в различные политические диспуты и военные акции, в основном, происходящие по указу Кларка. Основной кризис разгорается в Третьем Сезоне и в 2260 году входит в фазу собственно гражданской войны в Земном Альянсе. Вавилон-5 становится независимым от Земного правительства Кларка, что приводит к серьёзной конфронтации между Вавилоном-5 и Землей. В результате конфликта, происходит открытое противостояние этих двух сил, когда, посланные Кларком с целью вынудить силой склониться Вавилон-5 перед Землей корабли не достигли поставленных перед ними задач. Вавилон-5 выходит из-под контроля Земли и его командующие и вся его команда объявляется предателями.
Весь Второй и половину Третьего сезона сериала происходит достаточно драматическое, по своей сути, изменение государственного строя Земли с открыто-демократического на Оруэлловское фашистское крайне ксенофобное государство, которое медленно обретает черты и роль зеркала параноидального страха перед чужаками, как самого Президента Кларка, так и достаточно большой прослойки Земного общества. Кларк постепенно заменяет капитанов на большинстве кораблей Земных Сил на лояльных ему, а немногие оставшиеся демократически настроенные вынуждены выполнять все приказы Кларка из опасения за судьбу и жизнь своих близких, оставшихся на Земле и подвластных администрации Кларка колониях — невольных заложниках своего Правительства. Кларком созданы Министерство Мира и Ночная Стража — главные инструменты пропагандистской машины Кларка и основные репрессивные органы администрации кларковского Земного Альянса. Эта секретная полицейская организация арестовывала любого, кто подозревался в неповиновении Кларку, или использовал своё право голоса, чтобы критиковать правительство Кларка.
Председатель Объединённого Командования Земных Сил, генерал Уильям Хэйг, долгое время подозревал Кларка в участии в преднамеренном убийстве Президента Сантьяго, и начал собственное негласное расследование этого дела, также став тайным противником Кларка. Из-за военных достижений капитана Шеридана в ходе Минбарской войны, Морган Кларк рассчитывал на поддержку с его стороны, считая его ксенофобски-настроенным военным, который поддержит его. Его ожидания не оправдались, — Джон Шеридан был полностью лоялен истинным моральным и гражданским ценностям, не стал ксенофобом вследствие участия в войне против Минбара, и воспринял инопланетян — особенно минбарцев — как потенциальных союзников в решении проблемы захвата власти Кларком. Шеридан убедил личный состав офицеров командования Вавилона-5 присоединиться к противостоянию Кларку.
Шеридану поступила информация, что силы Кларка обнаружили на Ганимеде похороненный под слоем породы и льда корабль Теней. Кларк приказал своим силам изучить корабль с целью раскрытия технических секретов суперразвитой расы. Шеридан отправился на Белой звезде на Ганимед и уничтожил корабль.

##### Гражданская война
Вооружённый конфликт начался, когда Марс отказался войти под командование Кларка. В наказание за этот акт неповиновения, Кларк приказал подвластным ему Земным силам атаковать объекты на поверхности Марса, включая гражданские поселения. В ответ на бомбежки Марса, колонии Орион 7, Проксима 3, и станция Вавилон-5 вышли из Земного Альянса.
Ответным ходом на провозглашение независимости Вавилоном-5, Кларк приказывает эсминцам Агриппа и Роанок взять станцию под свой контроль. Попытка завершилась полной неудачей — Агриппа и Роанок были уничтожены силами Вавилона-5. Вторая посланная к Вавилону-5 эскадра уже прибыв к Вавилону-5 вынуждена была ретироваться, — на помощь Вавилону-5 прибыла минбарская эскадра, делая таким образом бой с Вавилоном-5 заведомо гибельным для сил Земли.
После окончания второй Войны Теней, Джон Шеридан обращает все своё внимание на ситуацию с Президентом Кларком и ставит своей задачей отрешение диктатора от власти.
Шеридан решает начать военные действия против Кларка когда один из земных боевых кораблей уничтожает два пассажирских лайнера, на которых пытались спастись люди с осажденной Проксимы 3.
Шеридан освобождает Проксиму 3, от осадной эскадры фрегатов класса «Омега», используя построенные минбарцами «Белые звезды».
Желая подорвать имидж Шеридана, Кларк начинает распространять информацию, что капитан находится под сильным влиянием инопланетян. В действительности Шеридан делает это для Земли, но только с восстанием Земных Сил, и с присоединением их к силам Вавилона-5, Шеридану удается успешно противостоять Кларку, показывая, что, в действительности, те же выводы относительно его правления сделали и люди, у которых не было возможности оказаться под мнимым влиянием инопланетян.
Более того Шеридан развернул контрпропаганду — с самого начала военной компании Шеридана против Кларка стал вещать с Вавилона-5 Голос Сопротивления.
Во время окончательного штурма обороны Земли силами восставших, Кларк разворачивает систему орбитальной ракетной обороны Земли против планеты и затем кончает жизнь самоубийством. Земные Силы, включая недавних противников Шеридана, совместно с минбарским и прочим инопланетным флотом, участвовавшими в сражении, уничтожают оборонительные системы, прежде, чем они успевают дать залп по Земле.
После самоубийства Кларка, Сюзанна Лученко, представитель Российского Консорциума в Земном Сенате, занимает кресло Президента.
Шеридан добивается независимости для Марса.

## Русское озвучание

### Закадровые переводы

#### ТВ-6
Закадровое озвучивание выполнено студиями «СВ-Дубль» и «СВ-Кадр» по заказу МНВК в 1997—2000 годах. На русский язык фильм озвучивали актёры: Марина Тарасова, Татьяна Шагалова, Алексей Золотницкий, Тимофей Спивак, Дмитрий Матвеев, Борис Быстров, Александр Новиков. Терминология перевода менялась прямо по ходу сезона, и в сериале центавриане становились «кентаврами», а Тени — «Призраками».
- Алексей Золотницкий[70][71][72] (Лондо Моллари; Доктор Стивен Франклин (в сериях: «Искупление», «Гонки с Марсом» и «Линии связи» 4-го сезона — Никита Прозоровский); Альфред Бестер; Маркус Коул; Затрас; Та’Лон; Бенджамин Кайл; Дэвид Корвин; Ленньер (5 сезон); Морден (5 сезон); Лориен (5 сезон)
- Татьяна Шагалова (Деленн; Талия Винтерс; Тесса Халлоран)
- Марина Тарасова (Сьюзен Иванова (в серии «Гонки с Марсом» 4-го сезона — Наталья Казначеева); Лита Александер; Элизабет Локли; На'Тот)

1-4 сезон:
- Тимофей Спивак[70] (Джеффри Синклер; Джон Шеридан (в сериях «Из тьмы веков» и «Вопрос чести» — Игорь Тарадайкин; серии «Тяжёлый день» — Александр Рахленко); Маркус Коул (3 сезон)
- Дмитрий Матвеев[70] (Майкл Гарибальди; Г'Кар; Вир Котто; Ленньер; Зак Аллан; Маркус Коул (3 сезон); Дэвид Корвин; Уоррен Кеффер; Морден; Лориен; Кош; Нерун; Лорд Рифа; Император Картажье

5 сезон:
- Борис Быстров (Джон Шеридан; Г'Кар)
- Александр Новиков (Майкл Гарибальди; Вир Котто; Зак Аллан; Дэвид Корвин; Байрон)

#### ТВ3
Закадровое озвучивание студии «Селена интернешнл», выполненное в 2009 году для телеканала ТВ-3.
- Дмитрий Филимонов (Лондо Моллари; Г'Кар; Доктор Стивен Франклин; Ленньер; Зак Аллан; Маркус Коул; Альфред Бестер)
- Александр Коврижных (Джон Шеридан; Джеффри Синклер; Вир Котто; Морден)
- Алексей Войтюк (Майкл Гарибальди; Кош)
- Лариса Некипелова (Сьюзен Иванова; Деленн)

#### НТВ (1 сезон)
НТВ-плюс по заказу НТВ, 2006 год
- Александр Рахленко (Джеффри Синклер; Майкл Гарибальди)
- Дмитрий Филимонов (Лондо Моллари; Г'Кар; Доктор Стивен Франклин; Ленньер; Альфред Бестер)
- Наталья Казначеева (Сьюзен Иванова)
- Елена Борзунова (Талия Винтерс; Деленн)

##### Полнометражные фильмы
студия «Селена интернешнл» для телеканала ТВ3, 2009 год
- Дмитрий Филимонов, Даниил Эльдаров, Денис Некрасов (все мужские роли)
- Ольга Голованова (женские роли («В начале»)
- Галатея Казакова (женские роли («Река душ», «Призыв к Оружию»)
- Ирина Савина (женские роли («Третье пространство», «Затерянные сказания»)

студия «СВ-Дубль» для канала «Россия», 2010 год
- Дмитрий Филимонов, Алексей Войтюк, Александр Быков (все мужские роли)
- Любовь Германова (женские роли)

### Дубляж серий на видео
«Красные досье — Инфекция» (Мост-Видео, 2002)
- Джеффри Синклер — Леонид Белозорович
- Майкл Гарибальди — Владимир Вихров
- Сьюзен Иванова — Марина Тарасова
- Лондо Моллари, доктор Ванс Хендрикс — Алексей Золотницкий
- Г'Кар, Доктор Стивен Франклин — Олег Куценко
- Талия Винтерс, Ко’Дат, Адира Тире — Ольга Сирина
- Вир Котто — Сергей Балабанов
- Тракис — Александр Вдовин
- Нельсон Дрейк — Валерий Сторожик

Голос в Пустыне / Ep. A Voice in the Wilderness, part I—II (Varus Video, 1997)
- Джеффри Синклер — Владимир Герасимов
- Майкл Гарибальди — Дмитрий Полонский
- Сьюзен Иванова — Марина Тарасова
- Деленн — Ирина Акулова
- Лондо Моллари — † Юрий Саранцев
- Доктор Тасаки — Алексей Борзунов
- Капитан Эллис Пирс — Валентин Голубенко
- Александр Рыжков
- Ольга Плетнёва
- Елена Соловьёва
- Владислав Ковальков
- Владислав Баландин